# Železniční trať Praha – Vrané nad Vltavou – Čerčany/Dobříš
Železniční trať Praha – Vrané nad Vltavou – Čerčany / Dobříš (trať 210) je jednokolejná regionální dráha. Čerčanská větev je spolu s navazujícím úsekem trati 212 známa jako Posázavský Pacifik, respektive jeho dolní část. Dobříšská větev je v trampském prostředí také nazývaná Trať Praha–Paříž–Dobříš.

## Historie

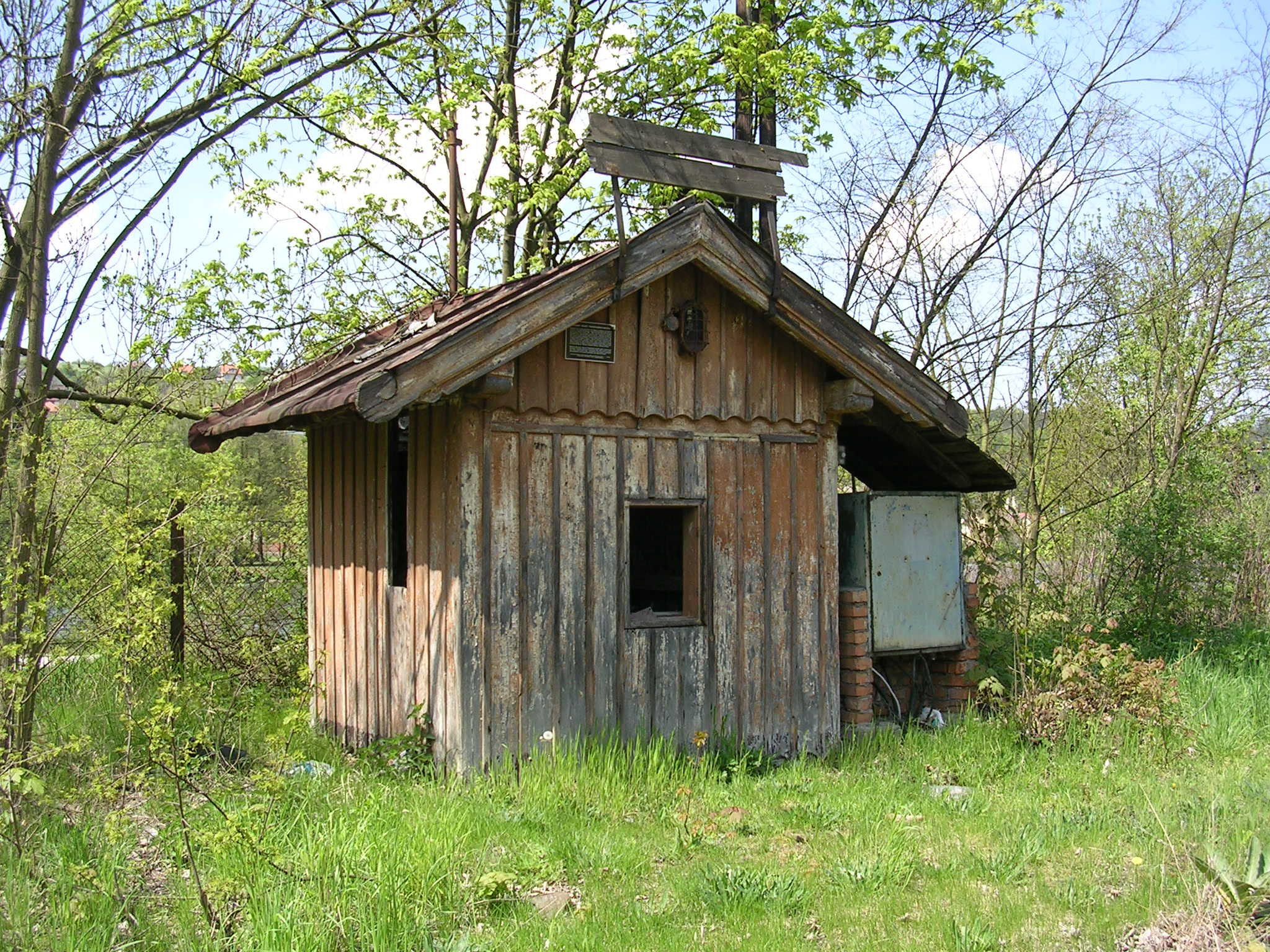
Bývalá zastávka Davle-Libřice, zrušená roku 1975

Roku 1882 České obchodní dráhy zprovoznily místní dráhu Nusle–Modřany převážně pro potřeby modřanského cukrovaru.
Trať byla roku 1897 prodloužena do Dobříše, roku 1900 byla dostavěna odbočka do Jílového u Prahy, která se zde napojila na již existující trať z Čerčan.
Na základě povolení z 16. listopadu 1897 testoval František Křižík na trati do Dobříše elektrický železniční provoz. V letech 1899–1901 v úseku Modřany – Zbraslav, resp. mezi Nuslemi, Vršovicemi a Měchenicemi jezdil rychlostí 30 km/h dvounápravový tramvajový akumulátorový vůz s nákolky železničního profilu a baterií 280 článků 50 Ah, dobíjelo se ve stanicích Vršovice (tehdy Nusle) a Zbraslav.
Roku 1898 byla zprovozněna vlečka podolské cementárny a několik let sloužila i osobní dopravě. Zrušena byla roku 1945. V roce 1926 byla trať v Modřanech přeložena a v roce 1930 byl v rámci přeložky zrušen tunel pod Bohdalcem (Na trati Nusle-Modřany vytvořen tzv. Bohdalecký zářez v místě sedla a tunelu). Za druhé světové války byla tato trať kompletně pro provoz uzavřena, neboť nacisté využívali železniční tunely jako letecké kryty pro podzemní továrny, které vyráběly součástky do vojenských letounů Luftwaffe. Po válce zde byly do provozu nouzově nasazeny dobytčí nákladní vagóny, které sloužily jako provizorní osobní vagóny.[zdroj?]
V roce 1960 byla přeložena část trati od Nuslí v úseku Vršovice–Krč, kde vlak dříve projížděl lesem, 15. srpna 1960 byla zrušena zastávka Praha-Spořilov, která byla zřízena 19. května 1934.
V letech 1958–1964 byl v Praze mezi touto tratí a tratí Praha – Benešov u Prahy vybudován nákladový obchvat hlavního města, železniční jižní spojka.
V roce 1991 byl přeložen úsek v Modřanech v souvislosti s výstavbou tramvajové trati a pro osobní dopravu byla místo dosavadního nádraží Praha-Modřany zřízena zastávka Praha-Modřany zastávka.
V souvislosti se snižováním objemu dopravy a zmenšováním výdajů bylo přistoupeno k rušení stanic. Jako první byla v roce 1997 původně tříkolejná stanice Luka pod Medníkem přeměněna na zastávku. Stopy po někdejší dopravní funkci je v této zastávce možno nalézt i dnes[kdy?], např. výpravní budovu a před ní prostor, kde bývalo kolejiště stanice, torza vjezdových mechanických návěstidel do stanice a zbytky drátovodů k nim. Většina těchto pozůstatků ale zanikla po rekonstrukci trati a nádražní budova byla zbourána.
Tento osud stihl též stanici Krhanice – v roce 2004 byla přeměněna na zastávku s nákladištěm. V Krhanicích se až do zrušení křižovaly vlaky, takže její náhlé zrušení z úsporných důvodů způsobilo v dopravě obtíže. Fyzická likvidace původně tříkolejné stanice byla provedena záhy.
Stanice Malá Hraštice na Dobříšské větvi tratě 210 nebyla zrušena, ovšem od roku 2002 je v ní zavedena nepřetržitá výluka služby dopravních zaměstnanců, což znamená, že není obsazena výpravčím a funguje jen jako zastávka.[zdroj?]
Roku 2002 byla mezi stanicemi Praha-Vršovice a Praha-Krč postavena služební zastávka Praha-Vršovice depo.
Na podzim roku 2012 oznámila Správa železniční dopravní cesty, že v letech 2013 bude modernizovat 23 přejezdů na větvi do Čerčan, což zkrátí cestu až o sedmnáct minut. V roce 2014 pak bude modernizováno 15 přejezdů na větvi do Dobříše.
Roku 2014 byla zřízena zastávka Praha-Kačerov umožňující přestup na stanici metra Kačerov.
V letech 2015–2016 byla provedena rozsáhlá rekonstrukce trati, zejména čerčanské větve. Byly provedeny opravy železničního svršku a spodku, mostních objektů, výměna konstrukcí přejezdů a sanace kolejového lože. Obnovou prošlo i osvětlení a místní kabelizace. Všechny stanice na čerčanské větvi byly přestavěny na poloostrovní nástupiště podle evropských norem, na trati bylo zavedeno dálkové řízení provozu, stanice byly osazeny novými světelnými návěstidly a dálkově stavěnými výhybkami; výpravčí a výdej jízdenek zůstali ve stanicích Praha-Braník (jen pokladna), Vrané nad Vltavou a Týnec nad Sázavou na čerčanské větvi, na dobříšské pak výpravčí i pokladna zůstali v Dobříši, výpravčí i ve stanicích Čisovice a Mníšek pod Brdy. Rekonstrukce se netýkala úseku Praha-Vršovice – Praha-Krč.
Od prosince 2021 byl omezen provoz v úseku Čisovice–Dobříš v pracovní dny na pět párů vlaků (po vybudování zázemí v Čisovicích má být dále snížen na tři páry), provoz o víkendech zůstal zachován.

## Popis trati
Železniční trať prochází většinou členitou krajinou. První – společný – úsek vede převážně údolím Vltavy, které čerčanská větev opouští za Davlí, dobříšská v  Měchenicích. Poslední zastávkou společnou pro obě dvě větve tratě jsou Skochovice.
Za zastávkou Dolní Břežany-Jarov následuje nejdelší tunel na celé trati – Jarovský tunel.

Za železniční zastávkou Skochovice následuje první z trojice tunelů označovaných jako Davelské tunely – Skochovický tunel, dále Libřický tunel, za kterým trať vede přes most nad ústím Zahořanského potoka. Zde byla do 27. července 1975 železniční zastávka Libřice, zrušená v souvislosti s rekonstrukcí Libřického a Davelského tunelu.

Z libřické zastávky zůstala jen dřevěná budka pokladny jízdenek a dřevěné nástupiště na mostě přes Zahořanský potok.
Za Libřickým tunelem následuje Davelský tunel a nádraží Davle se souborem dochovaných dřevěných provozních budov. Čerčanská větev pak zpočátku pokračuje údolím Sázavy, které pak z větší či menší vzdálenosti sleduje až do Čerčan. Zejména mezi zastávkami Petrov u Prahy a Jílové u Prahy vede trať velmi členitým terénem a jízda po ní je jedinečným zážitkem.
Právě v těchto místech má trať přetnout plánovaný úsek dálnice D3. U Jílovského tunelu II má stát jedna z opěr železobetonového mostu Sázava, který se má stát nejvyšším dálničním mostem v Česku. Výstavba má začít v roce 2028.

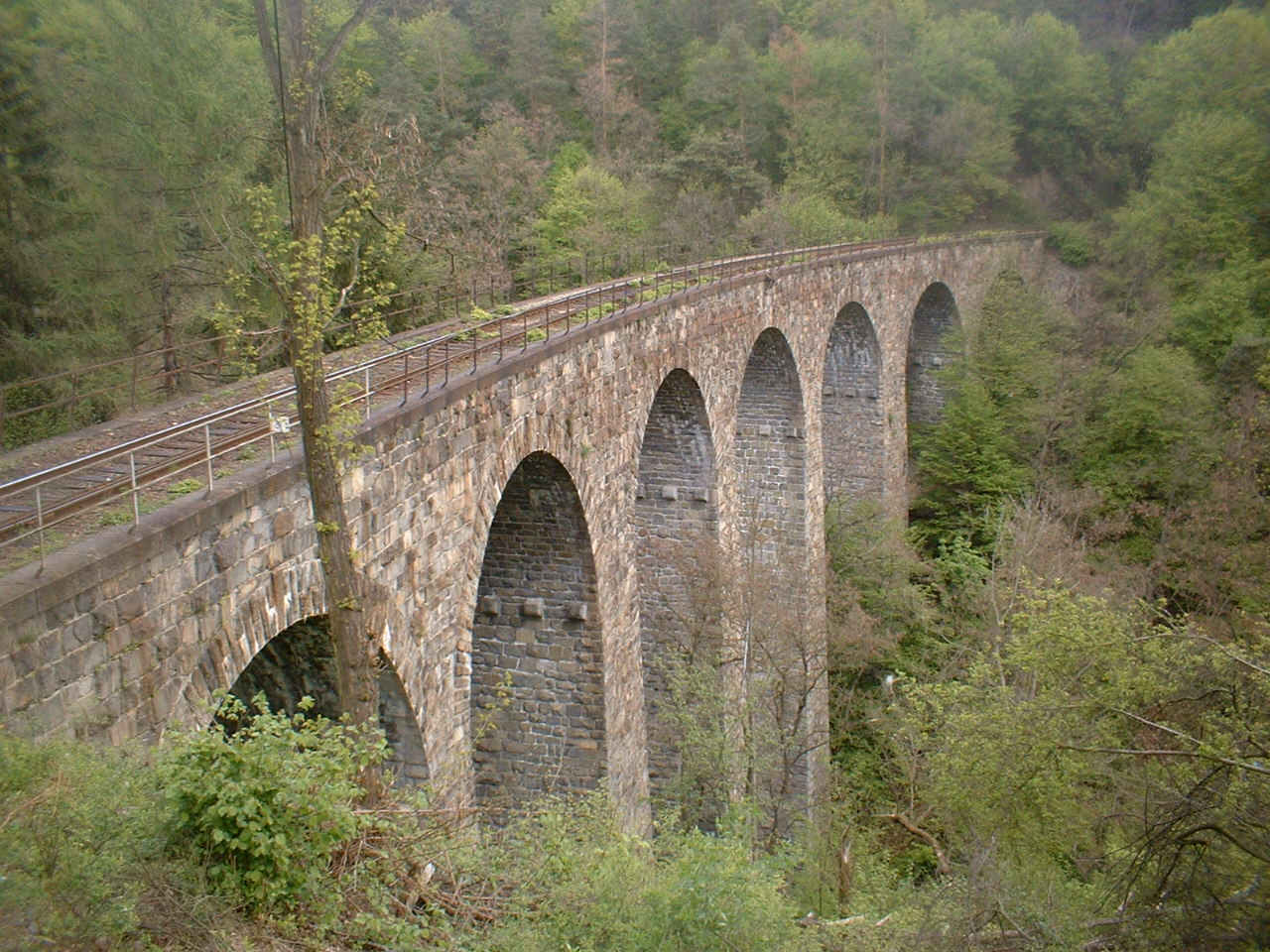
Žampašský viadukt

Dobříšská větev trati z Měchenic sleduje tok Bojovského potoka, za nejvyšším bodem stoupání mezi Mníškem pod Brdy a Novou Vsí pod Pleší přechází do povodí Kocáby. Její přítok Voznický potok pak překonává mezi Malou Hrašticí a Mokrovraty.
Trať si dodnes zachovala svůj výletní a donedávna (před rekonstrukcí v letech 2015-2016) poněkud historický charakter. Ve stanicích se dodnes nalézá, případně do rekonstrukce nalézalo, mnoho staveb a zařízení, která sloužila (popřípadě stále slouží) nepřetržitě již desítky let, často přímo od doby vzniku této železnice. Kromě standardních rakousko-uherských výpravních budov jsou to také typizovaná dřevěná skladiště ve stanicích, budovy dřevěných suchých záchodů, dřevěné přístřešky na zastávkách aj.[zdroj?]
Pozornosti byla hodna též mechanická návěstidla ve stanicích Davle, Jílové u Prahy, Měchenice, Čisovice, Mníšek pod Brdy a Malá Hraštice. Tyto stanice zpravidla byly vybaveny pouze ručně přestavovanými a uzamykanými výhybkami a původním stavěcím kozlíkem, z něhož jsou pákami obsluhována mechanická vjezdová návěstidla.
V Čisovicích bylo elektromechanické zabezpečovací zařízení z 30. let, na odbočce Skochovice bylo toto zrušeno v roce 2013. Mezistaniční oddíl mezi Čisovicemi a Mníškem pod Brdy byl vybaven traťovým zabezpečovacím zařízením, hradlovým poloautomatickým blokem.
Nyní[kdy?] je traťovým zabezpečovacím zařízením vybavena celá trať (automatickým hradlem), kromě úseku Mníšek pod Brdy – Dobříš.[zdroj?]

## Vozidla
Osobní dopravu na trati denně zajišťují motorové jednotky Regionova, o víkendech jsou na trať nasazovány také motorové lokomotivy (749,754 aj.) s patrovými vozy Bdmteeo nebo s vozy Bdmtee.[zdroj?]

## Význam a využití

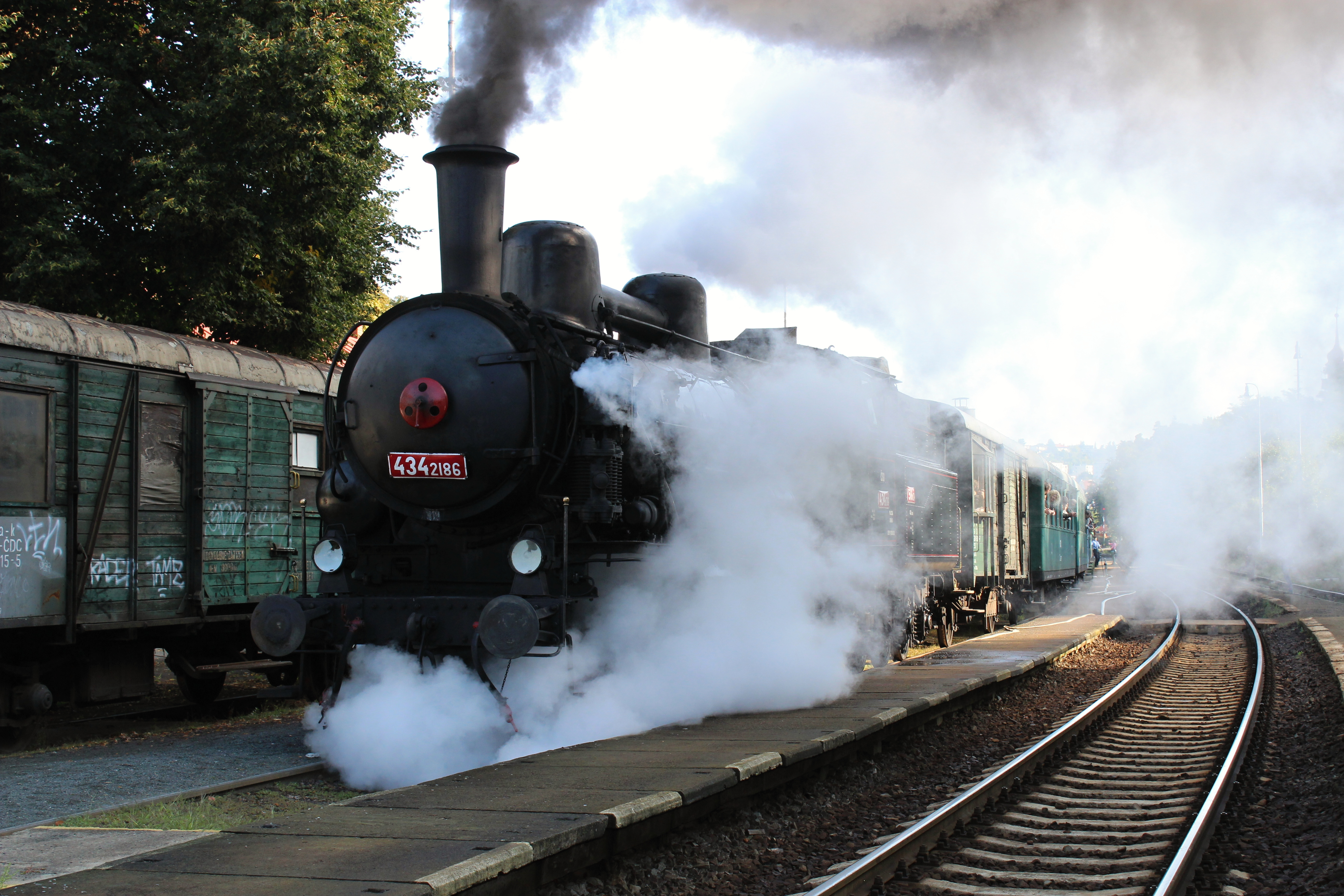
Parní lokomotiva „Čtyřkolák“ na čele nostalgického vlaku na nádraží Praha-Braník

Trať je pro své zasazení do krajiny oblíbena zejména rekreanty, vodáky a trampy, její význam pro pravidelnou osobní dopravu je největší v úseku Praha – Vrané nad Vltavou, v dalších úsecích je o něco nižší, zejména s ohledem na roční období. Na významu pro nákladní dopravu se nyní[kdy?] nejvíce podílí kůrovcová kalamita. Nakládání dřeva probíhá ve stanici Dobříš, Praha-Zbraslav a na nákladišti Pecerady. Dříve využívaná vlečka z Čisovic do areálu Kovohutí v Mníšku pod Brdy byla zrušena v roce 2016. Na trati Praha-Braník – Čerčany jsou pravidelně vypravovány historické vlaky vedené parní lokomotivou (např. parní lokomotiva 434.2186 „Čtyřkolák“). Zájem veřejnosti o tyto historické vlaky prokazuje turistický potenciál trati Posázavského Pacifiku. O víkendech jsou na trať nasazovány vlaky s patrovými železničními vozy Bdmteeo (rekonstrukce dříve nasazovaných vozů řady Bmto, vybavené audiovizuálním informačním systémem, zásuvkami a wi-fi) vedené legendární lokomotivou Brejlovec nebo již téměř historickou Zamračenou.[zdroj?]
Pod názvem Posázavský Pacifik se stala legendární zejména z hlediska dějin českého trampingu a skautingu, odkud také patrně pochází tento její lidový název. Trať je velmi populární zejména pro pražské trampy. Nádraží v pražském Braníku jako i celá trať (spolu se svými vláčky) se vyskytuje v celé řadě trampských písní, některé z nich jsou i dnes poměrně populární. V současnosti[kdy?] působí trampská a countryová hudební skupina s názvem Vlak na Dobříš, která má v repertoáru i píseň s tímto názvem.[zdroj?]

## Stanice a zastávky

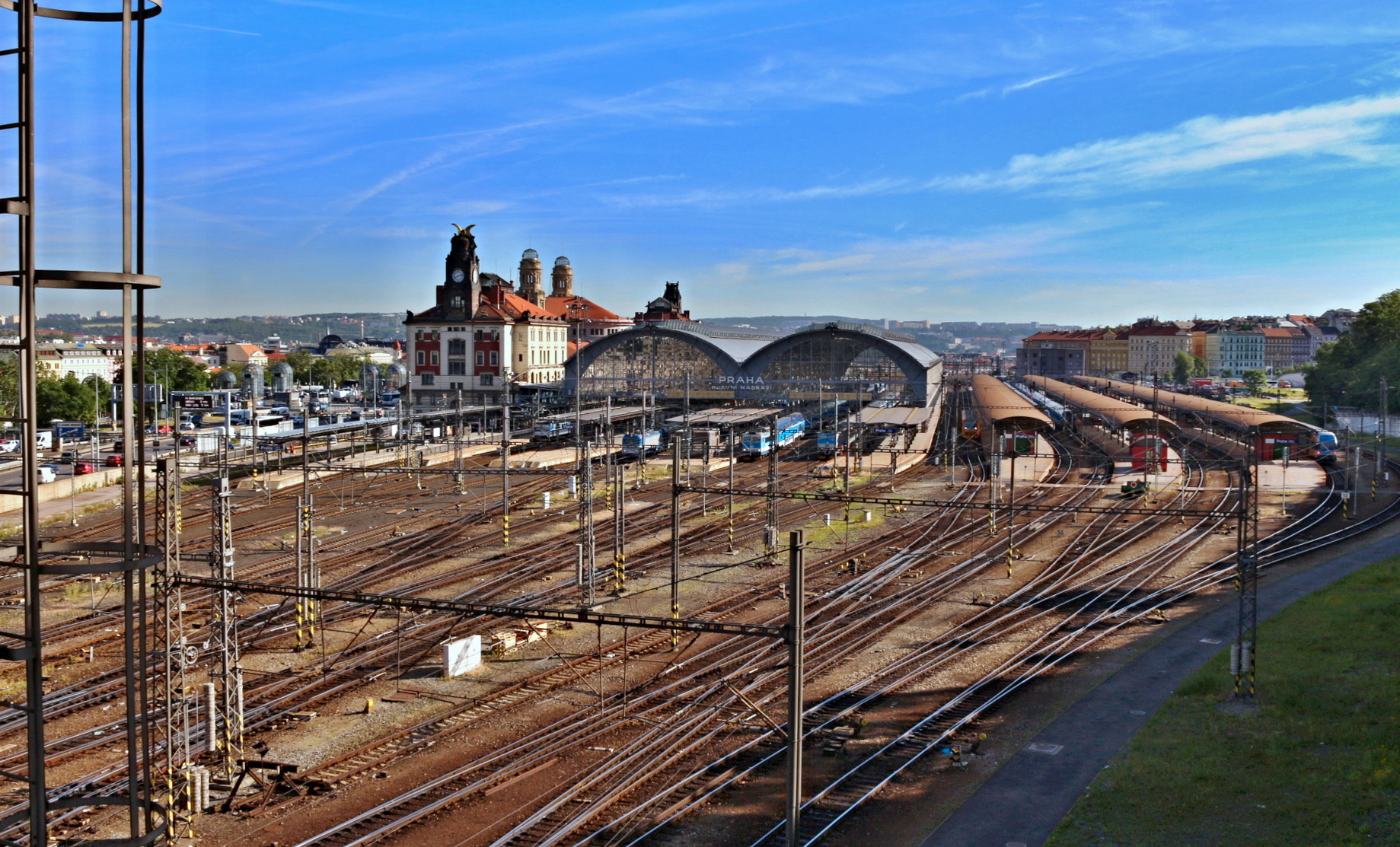
Praha hl.n.
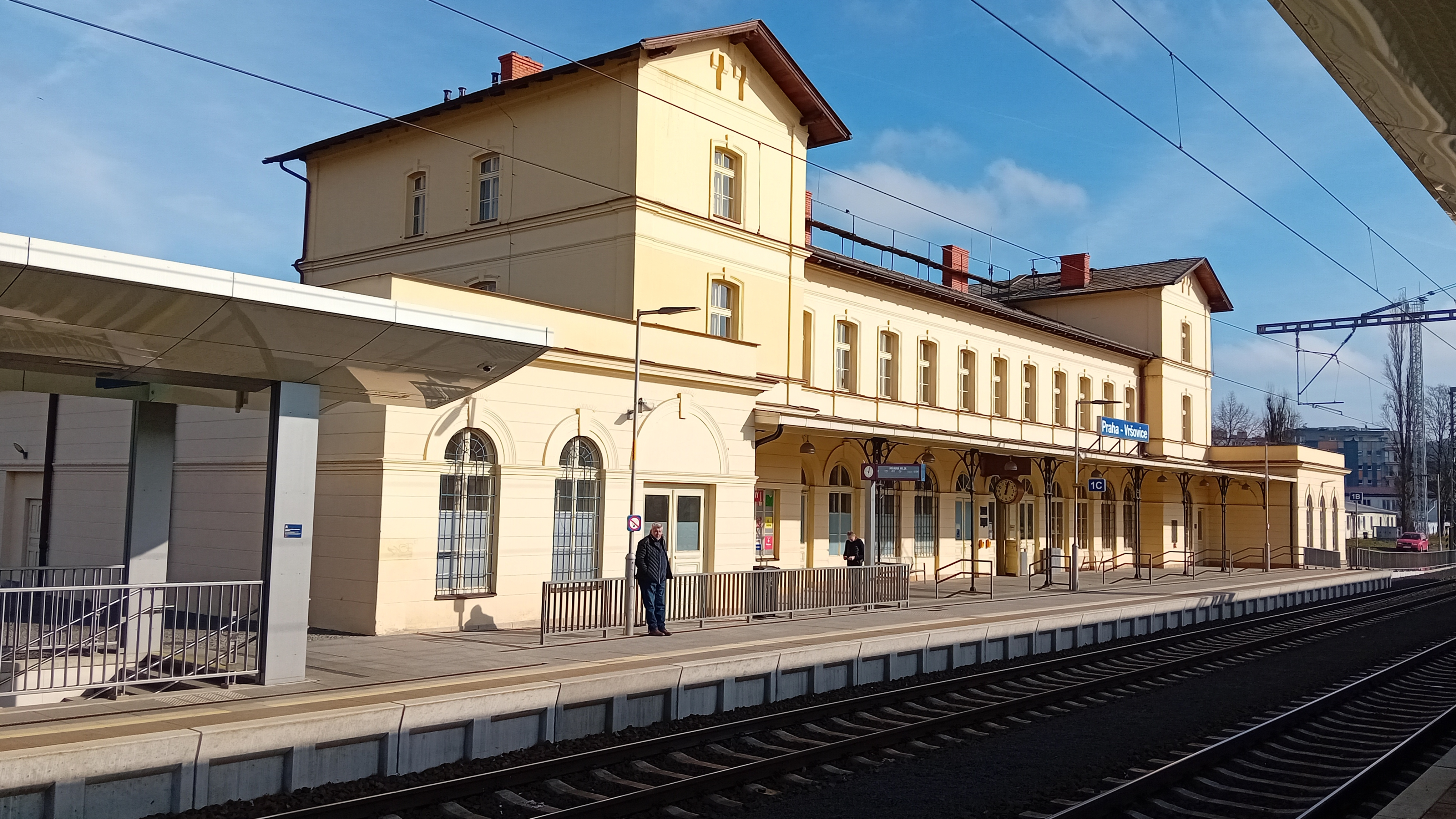
Praha-Vršovice
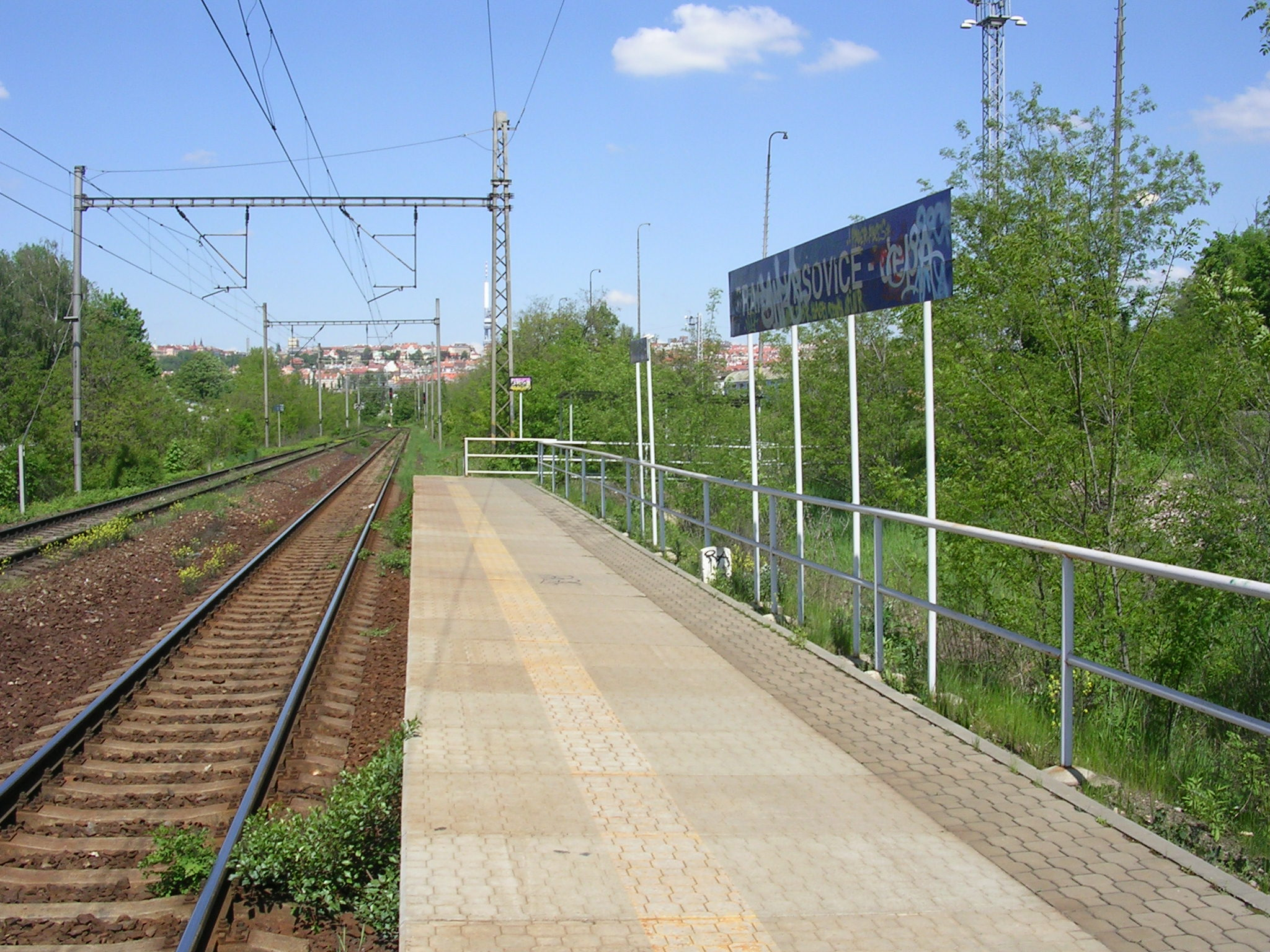
Praha-Vršovice depo (služební zastávka)
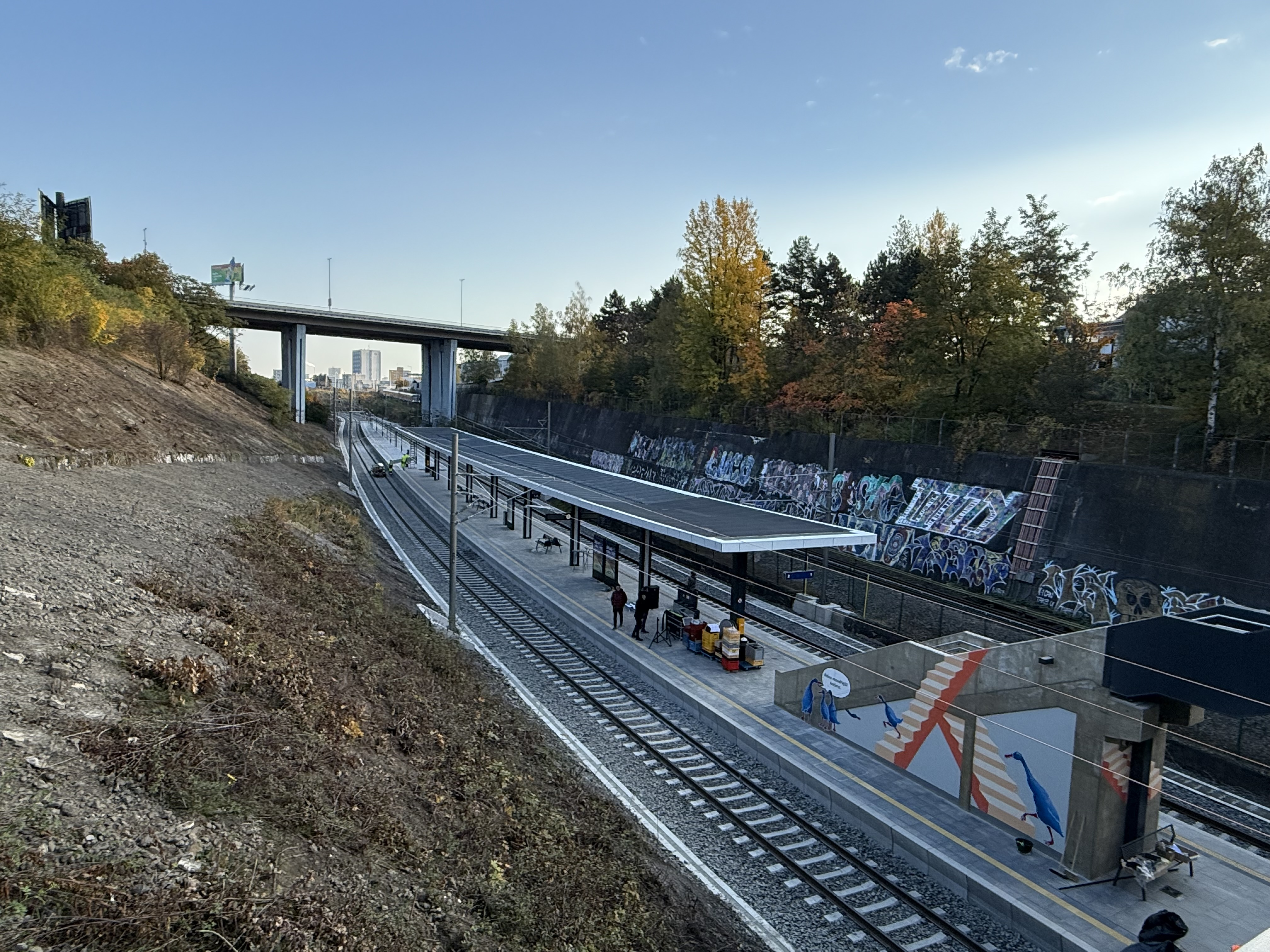
Praha-Kačerov
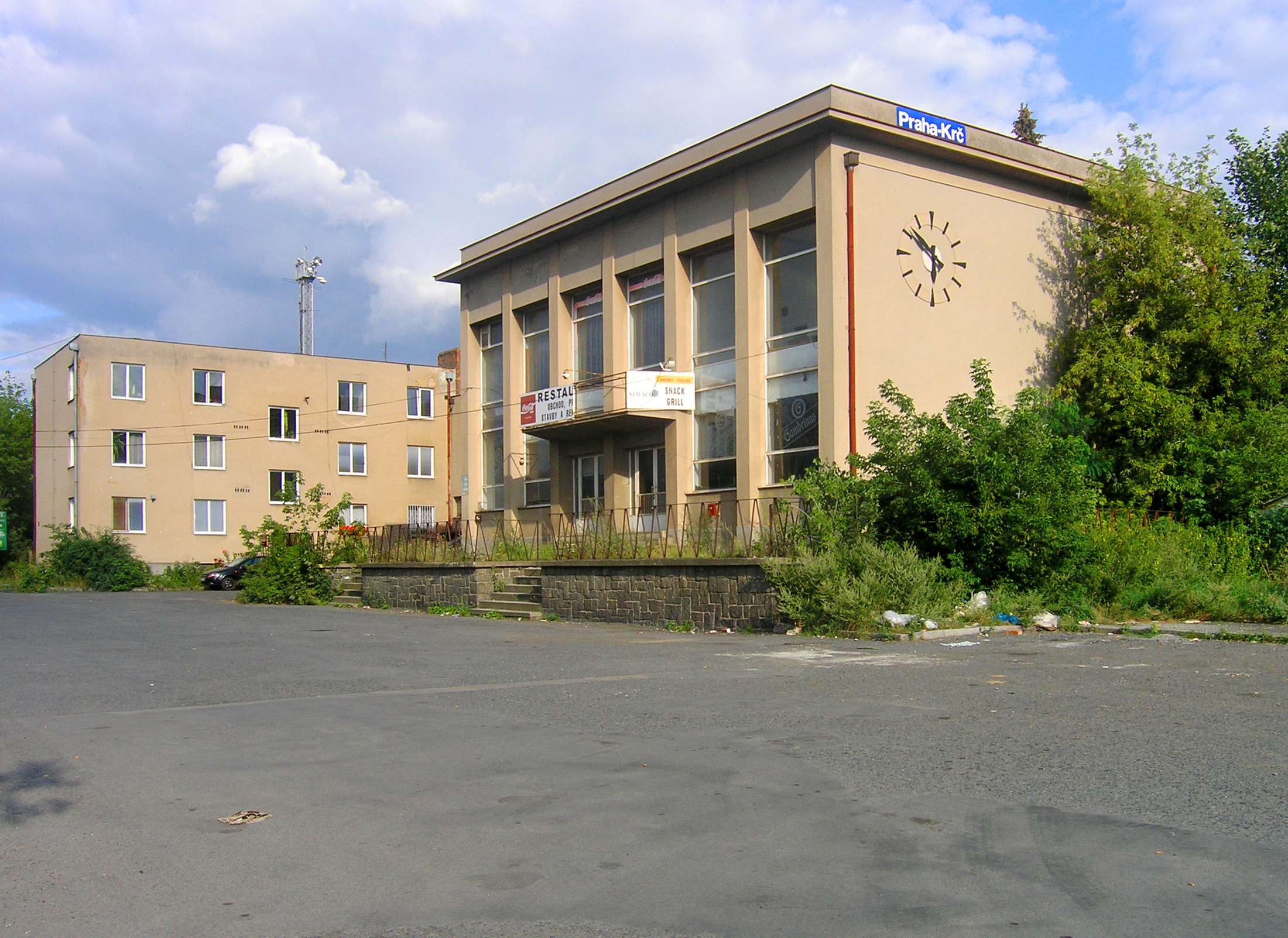
Praha-Krč
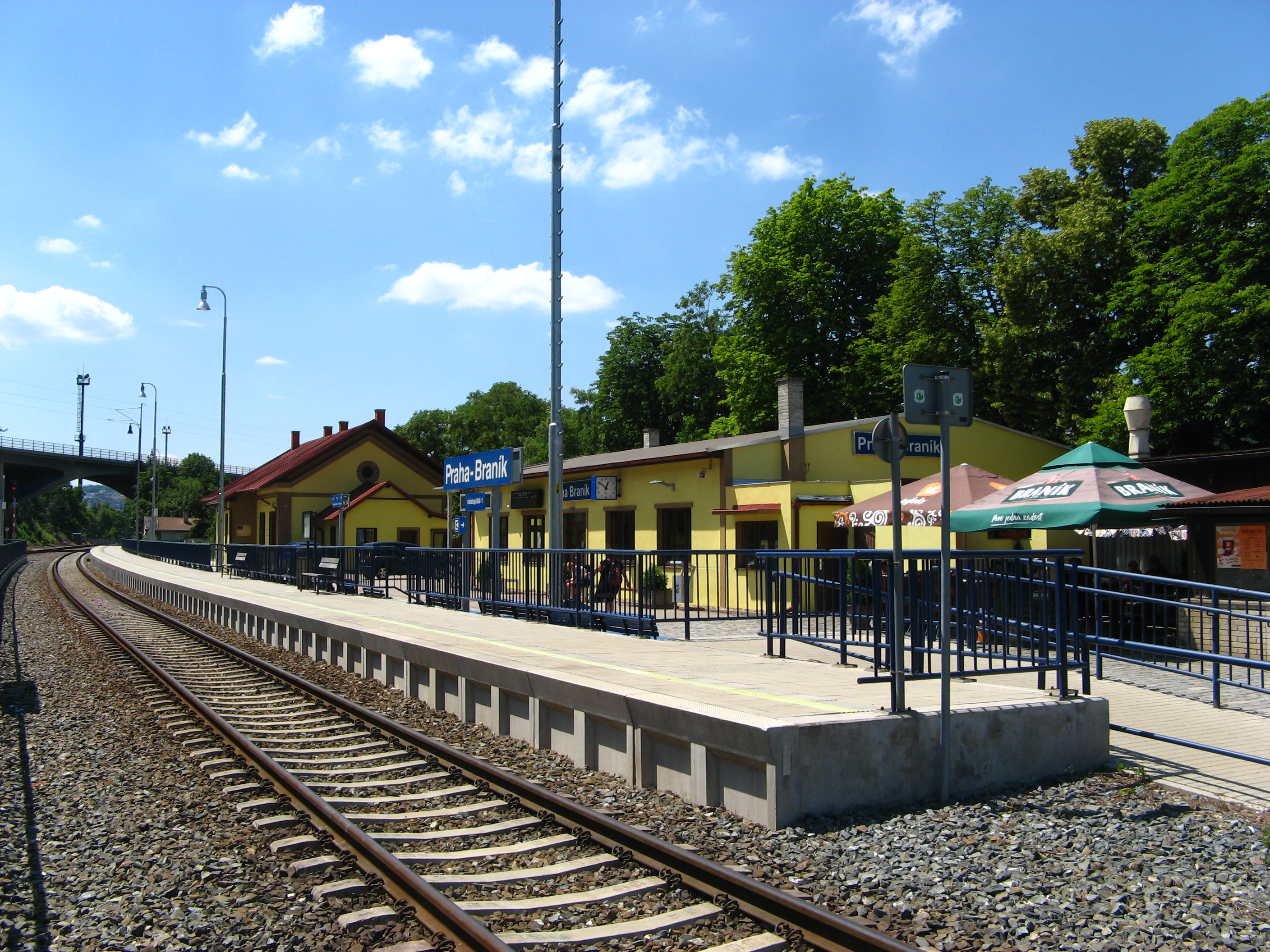
Praha-Braník
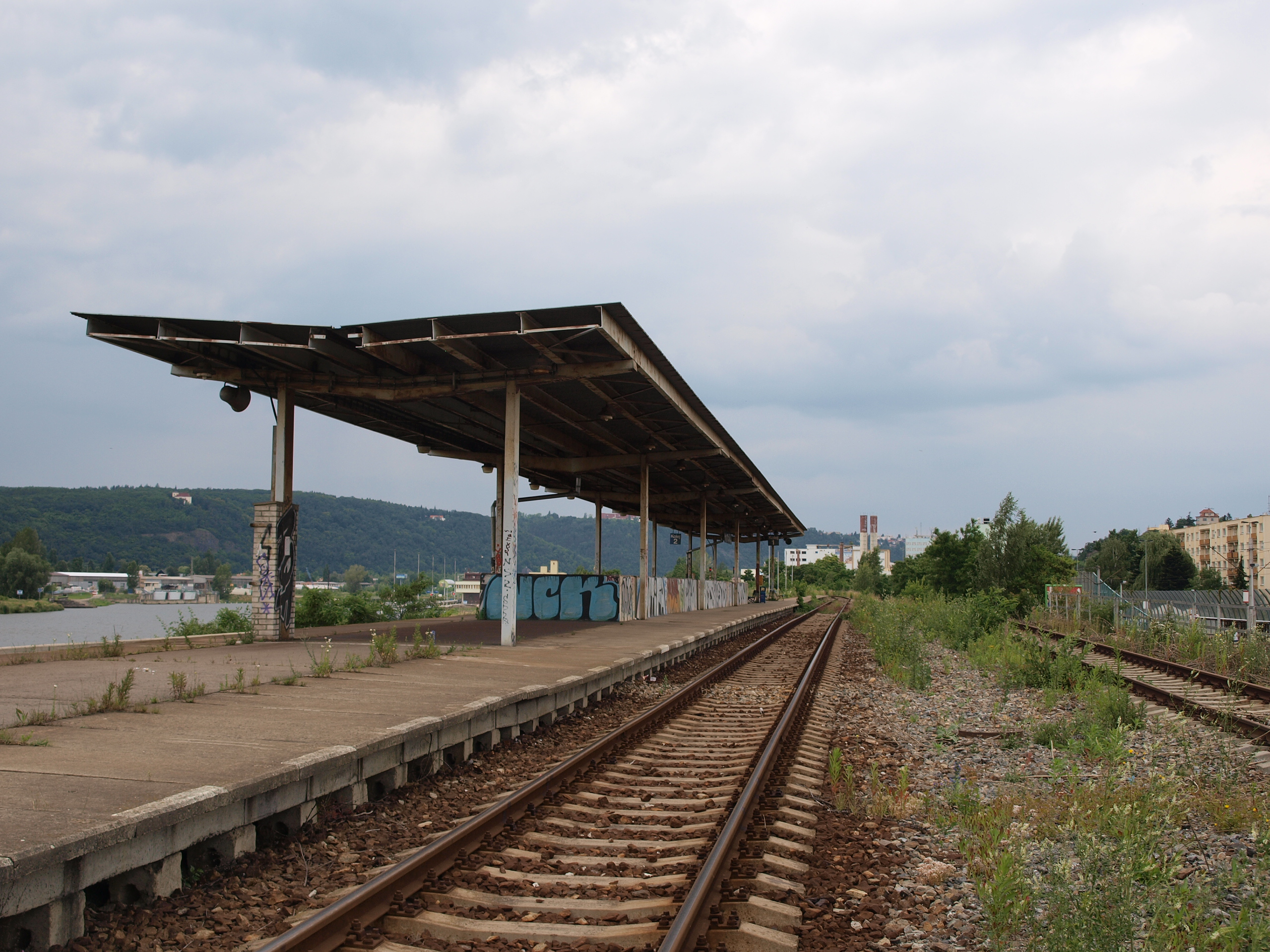
Praha-Modřany zastávka
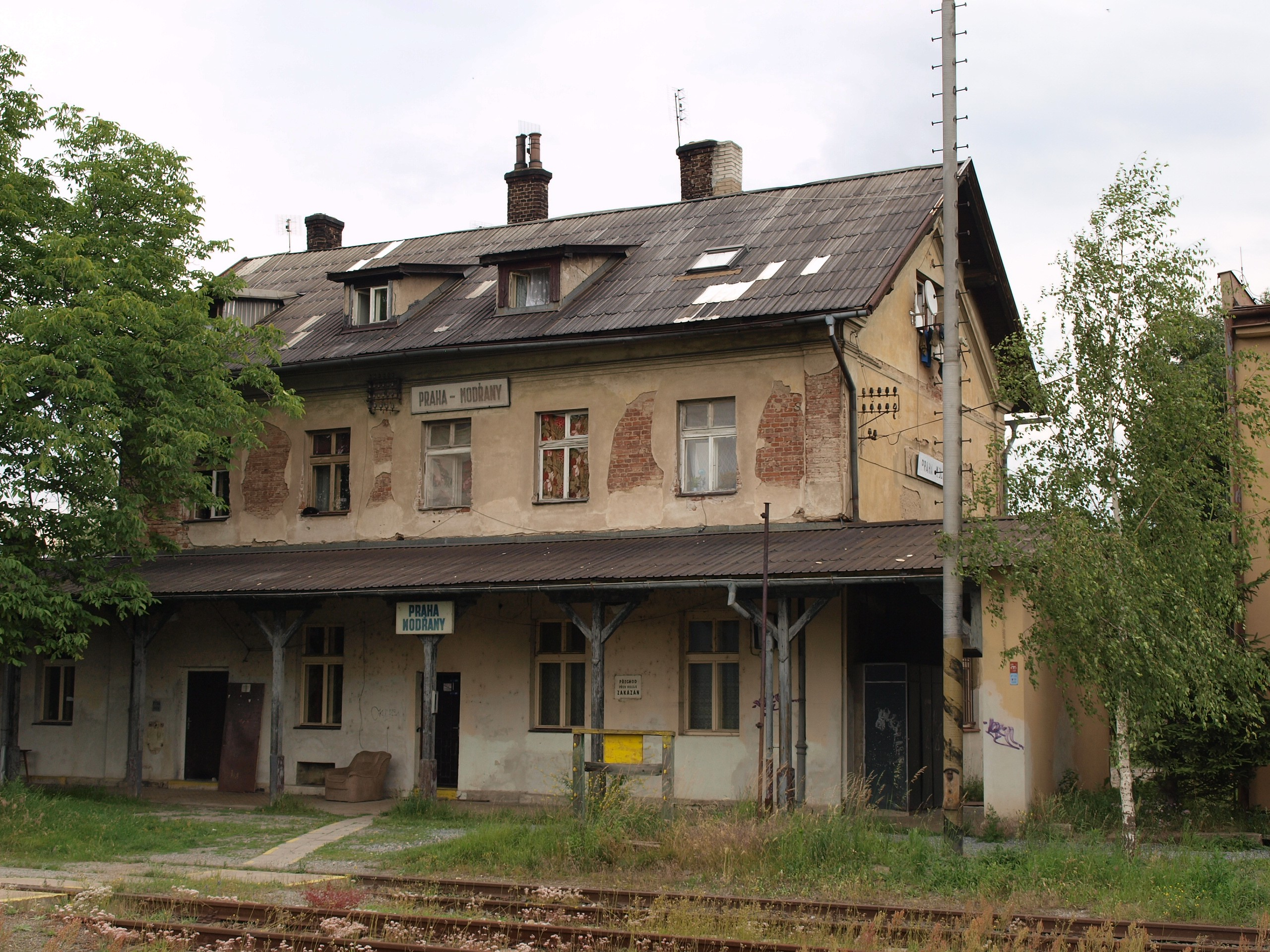
Praha-Modřany (nákladové nádraží)
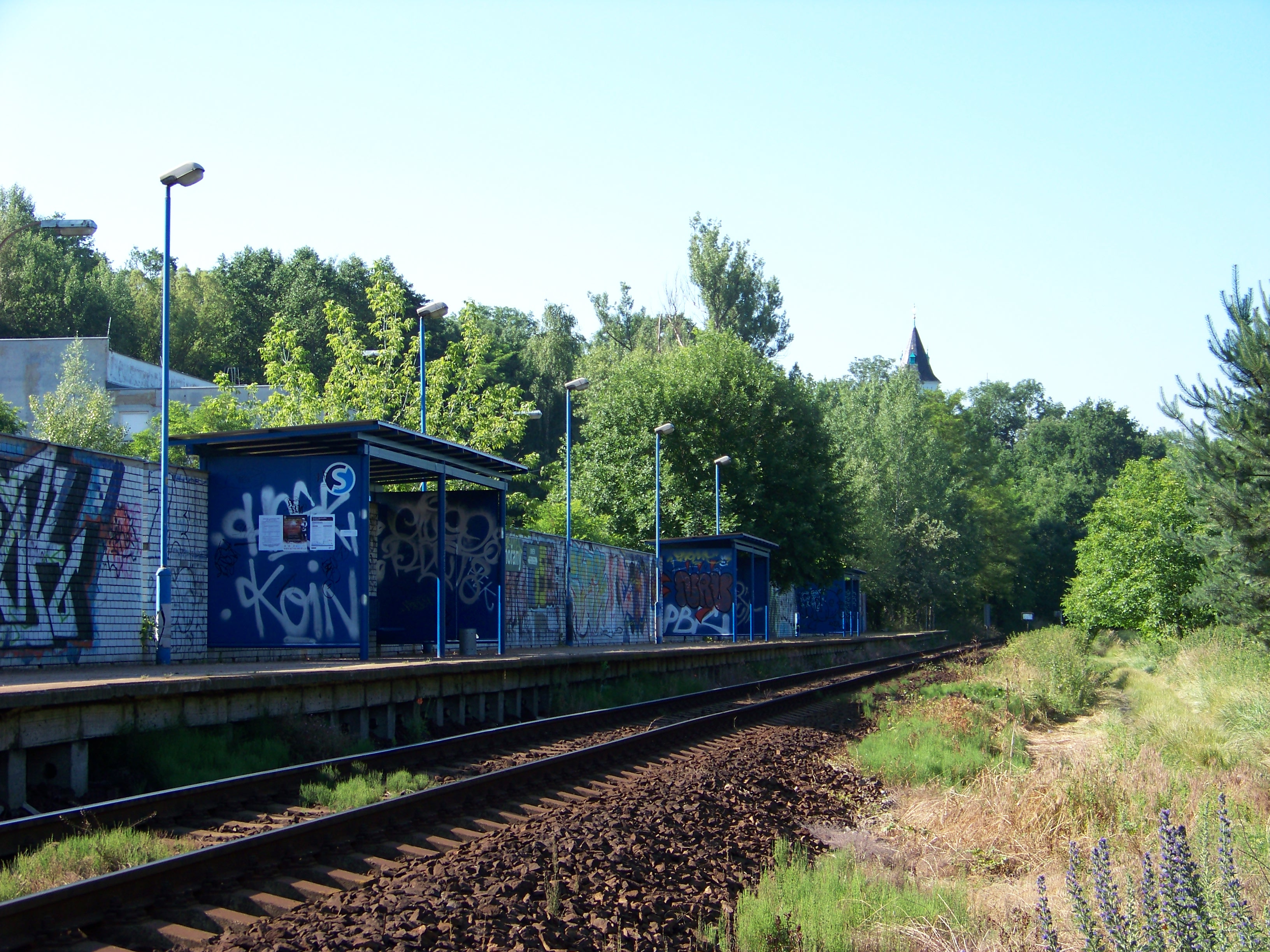
Praha-Komořany
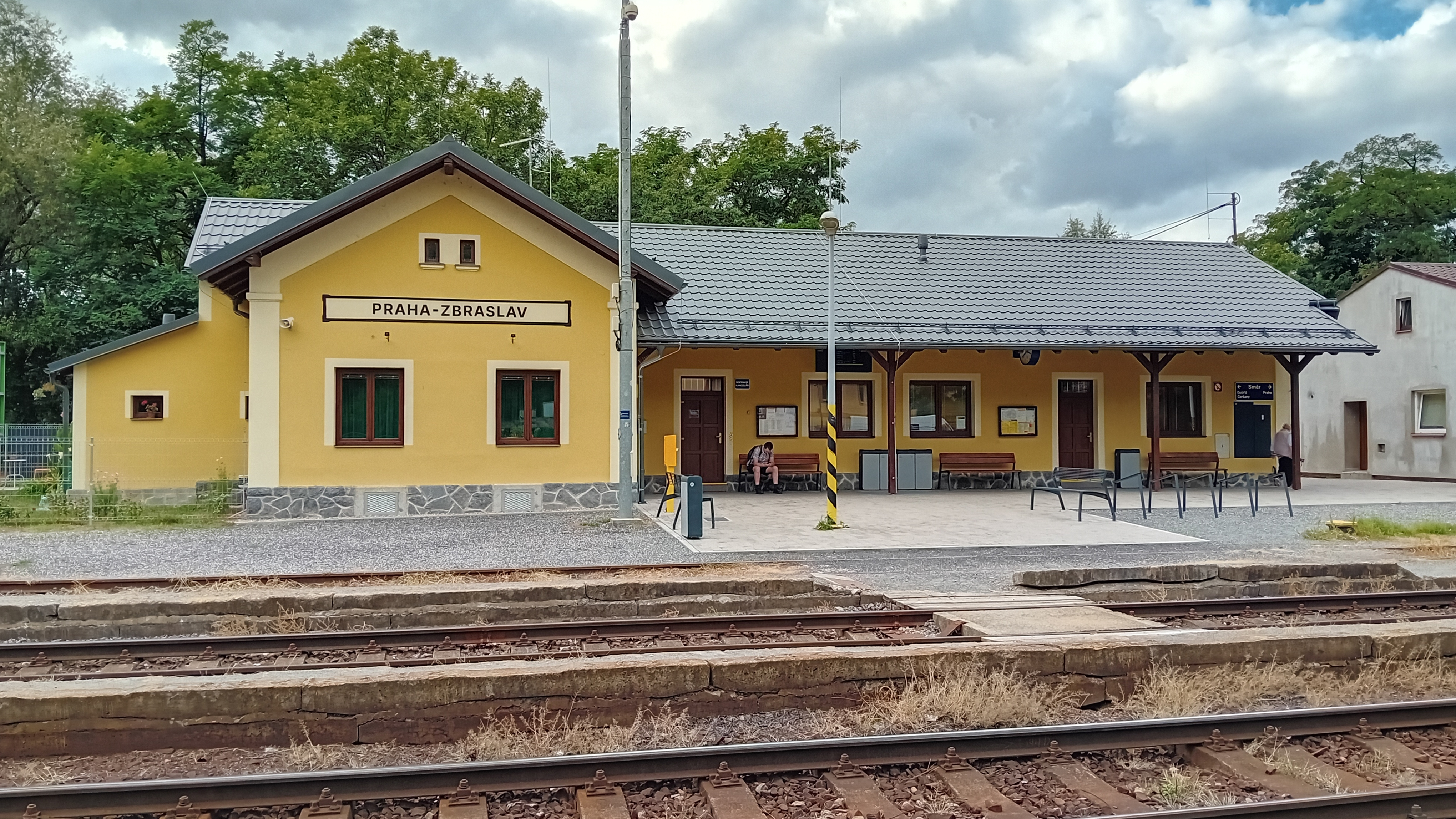
Praha-Zbraslav
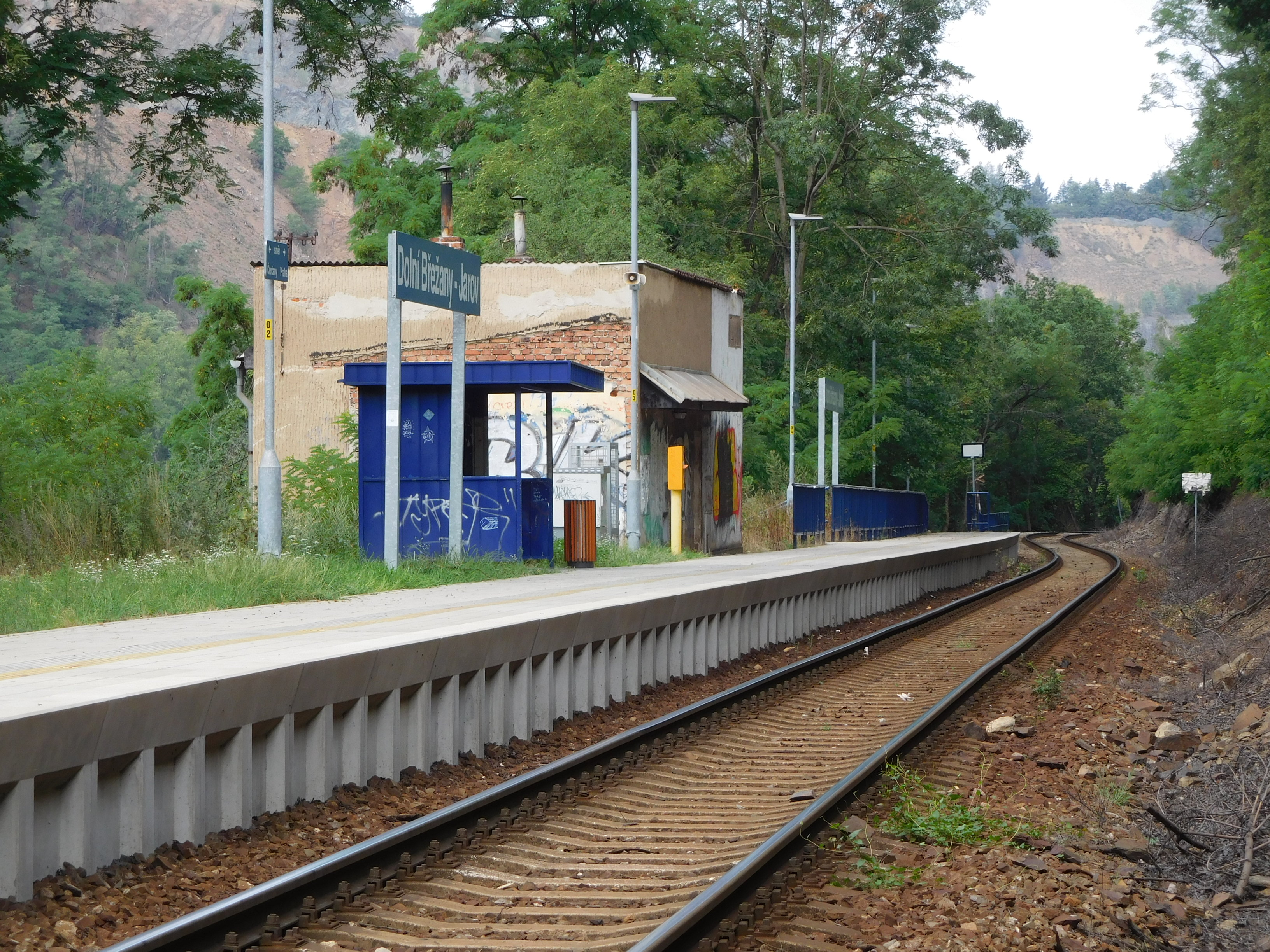
Dolní Břežany-Jarov (dříve pouze Jarov)
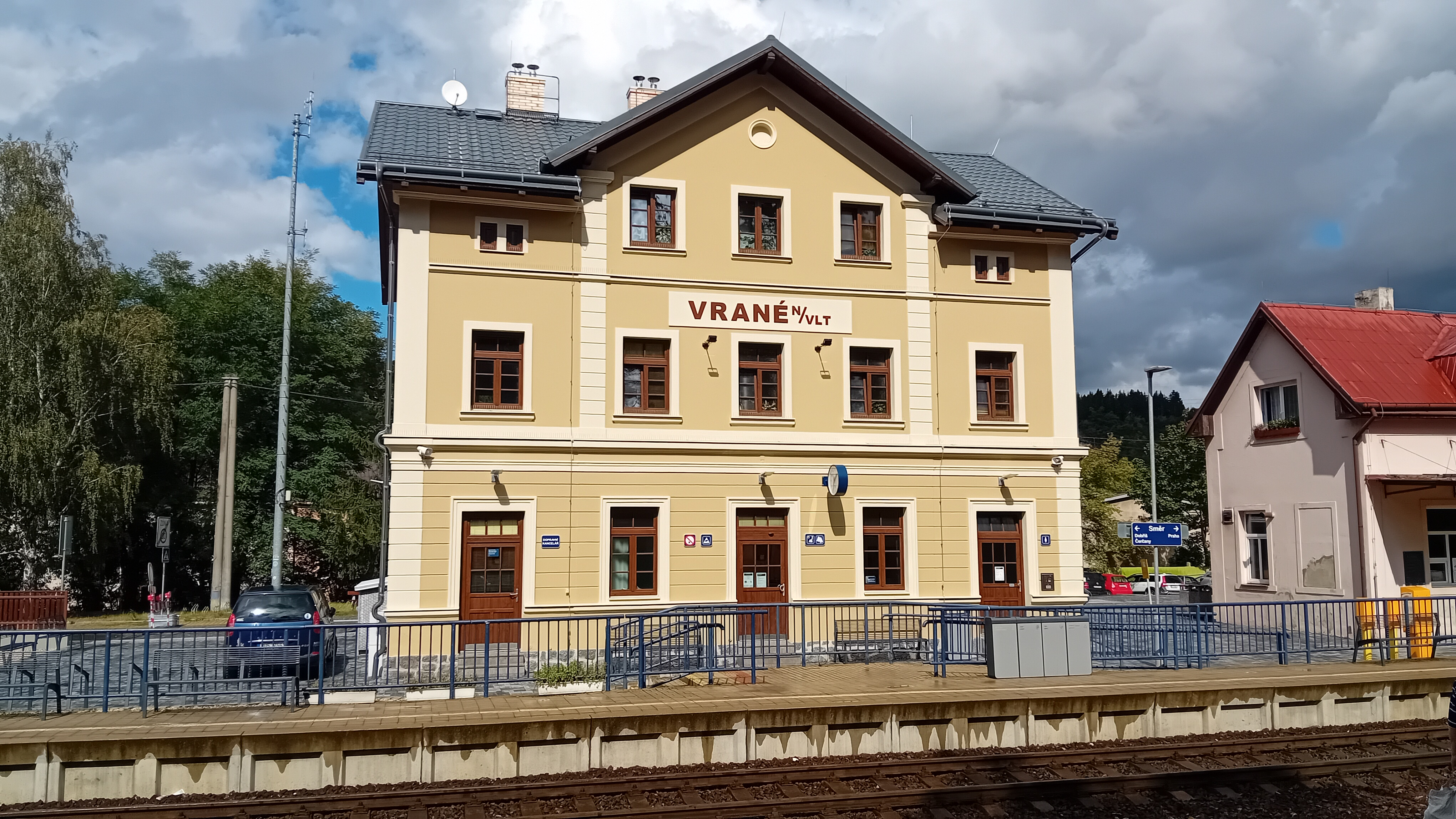
Vrané nad Vltavou
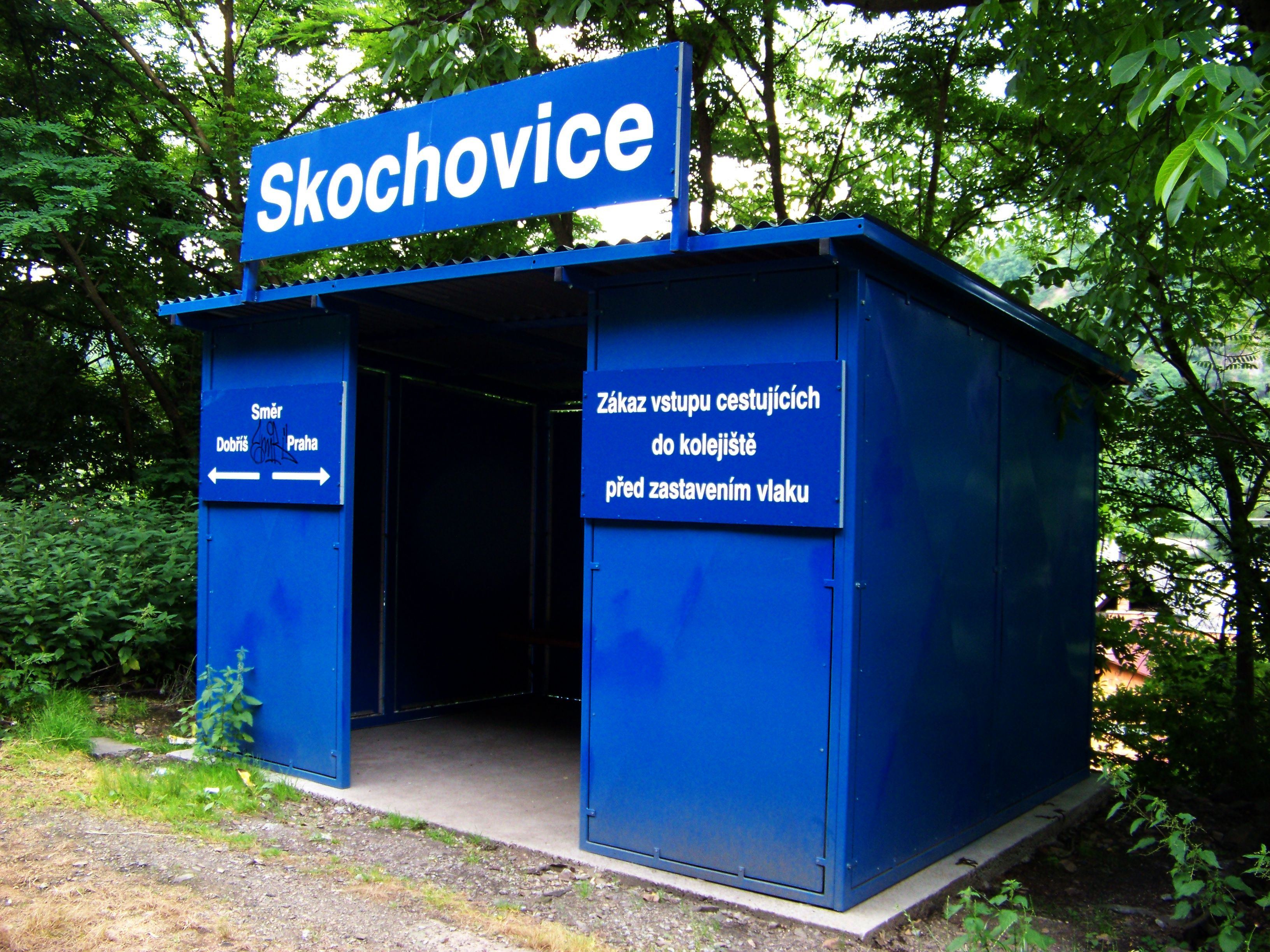
Skochovice
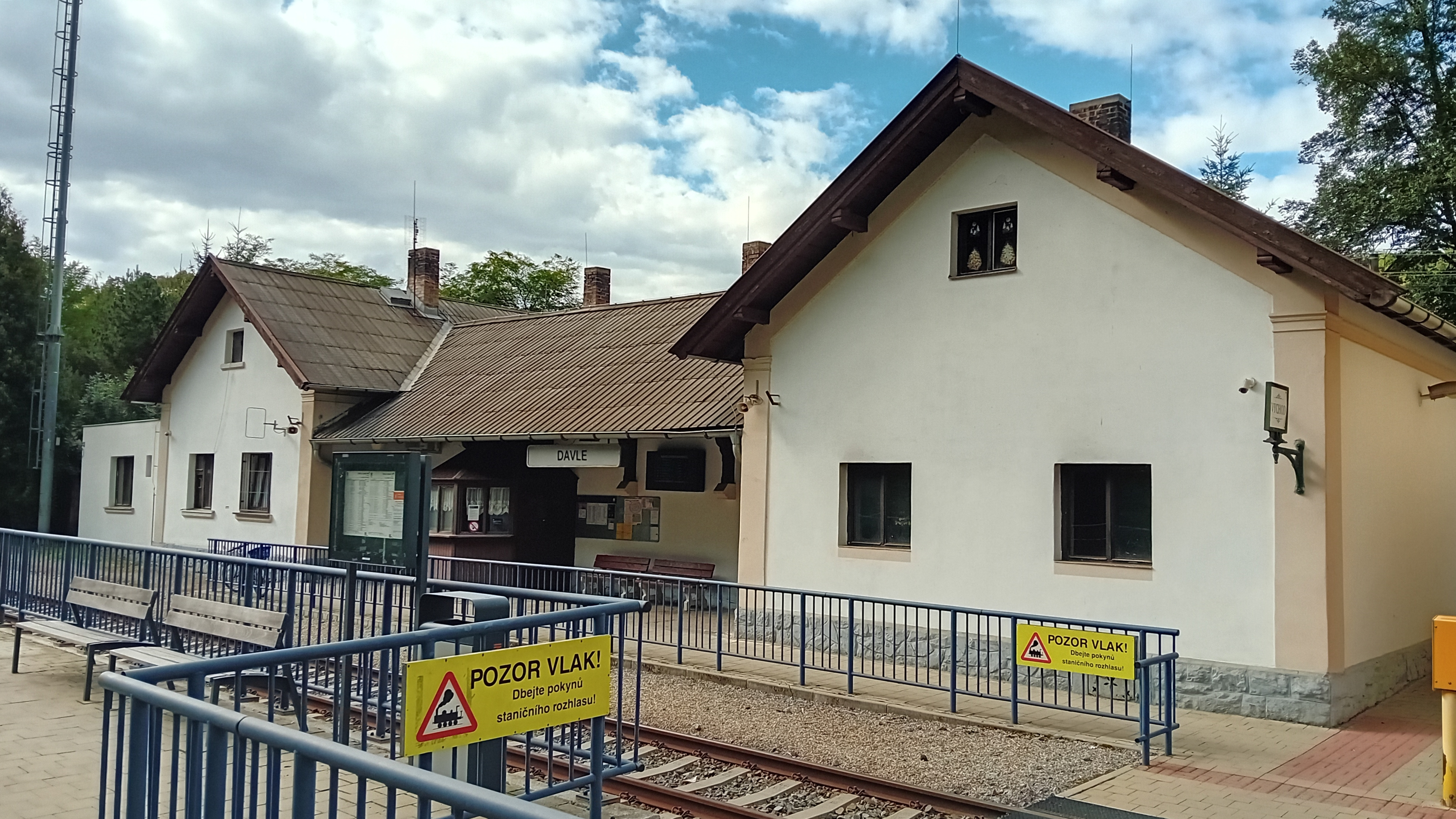
Davle
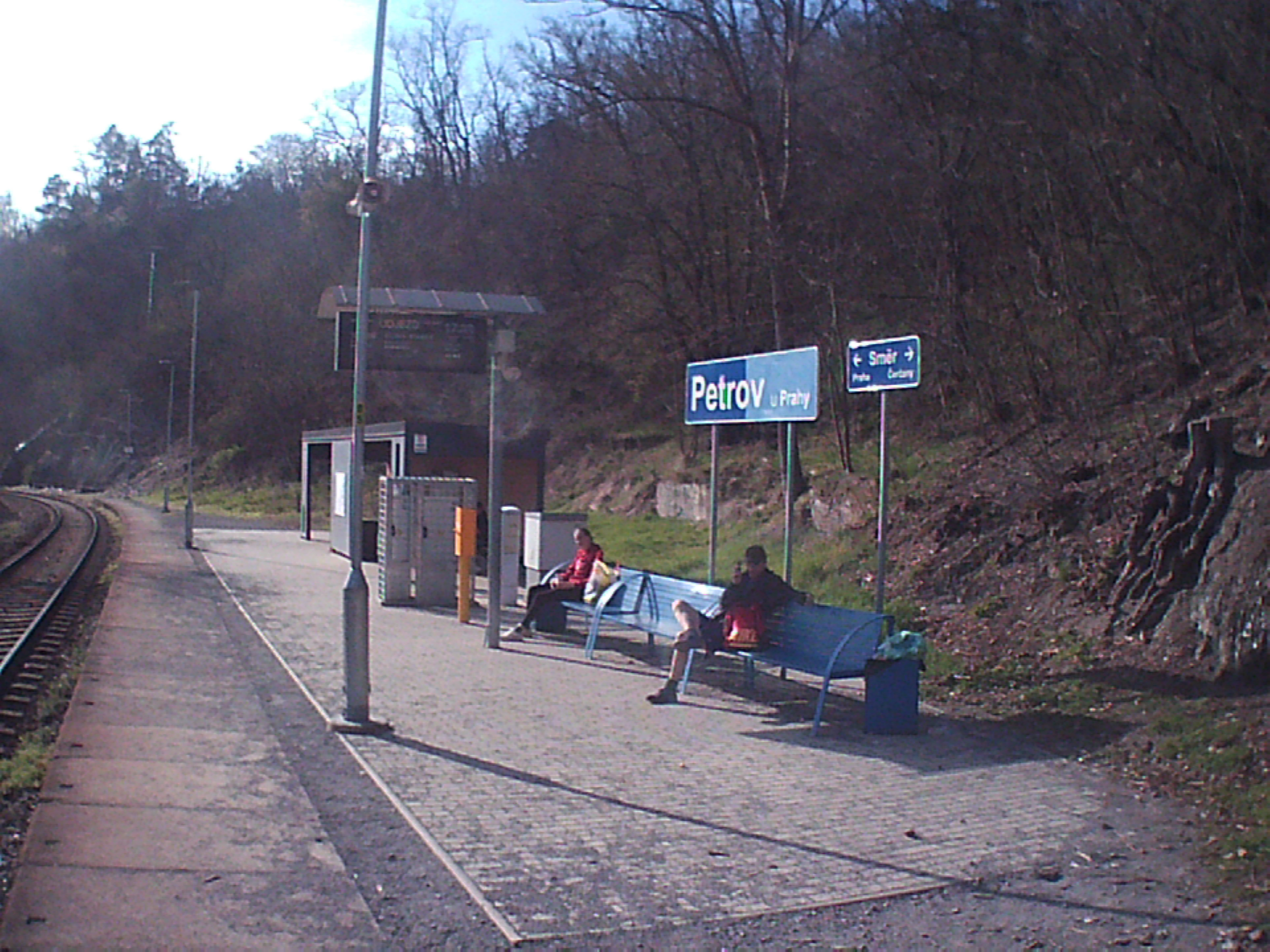
Petrov u Prahy s novým přístřeškem pro cestující
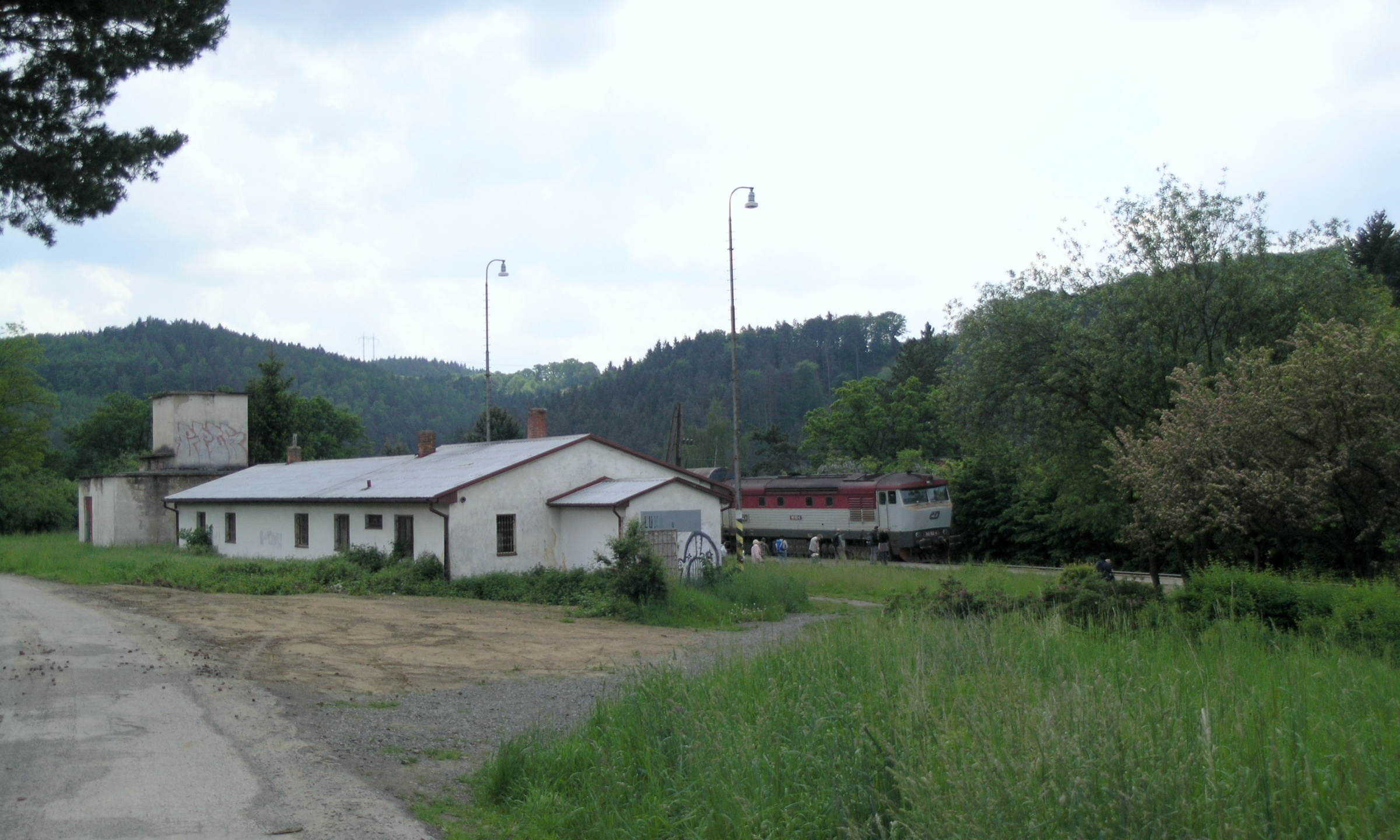
Luka pod Medníkem
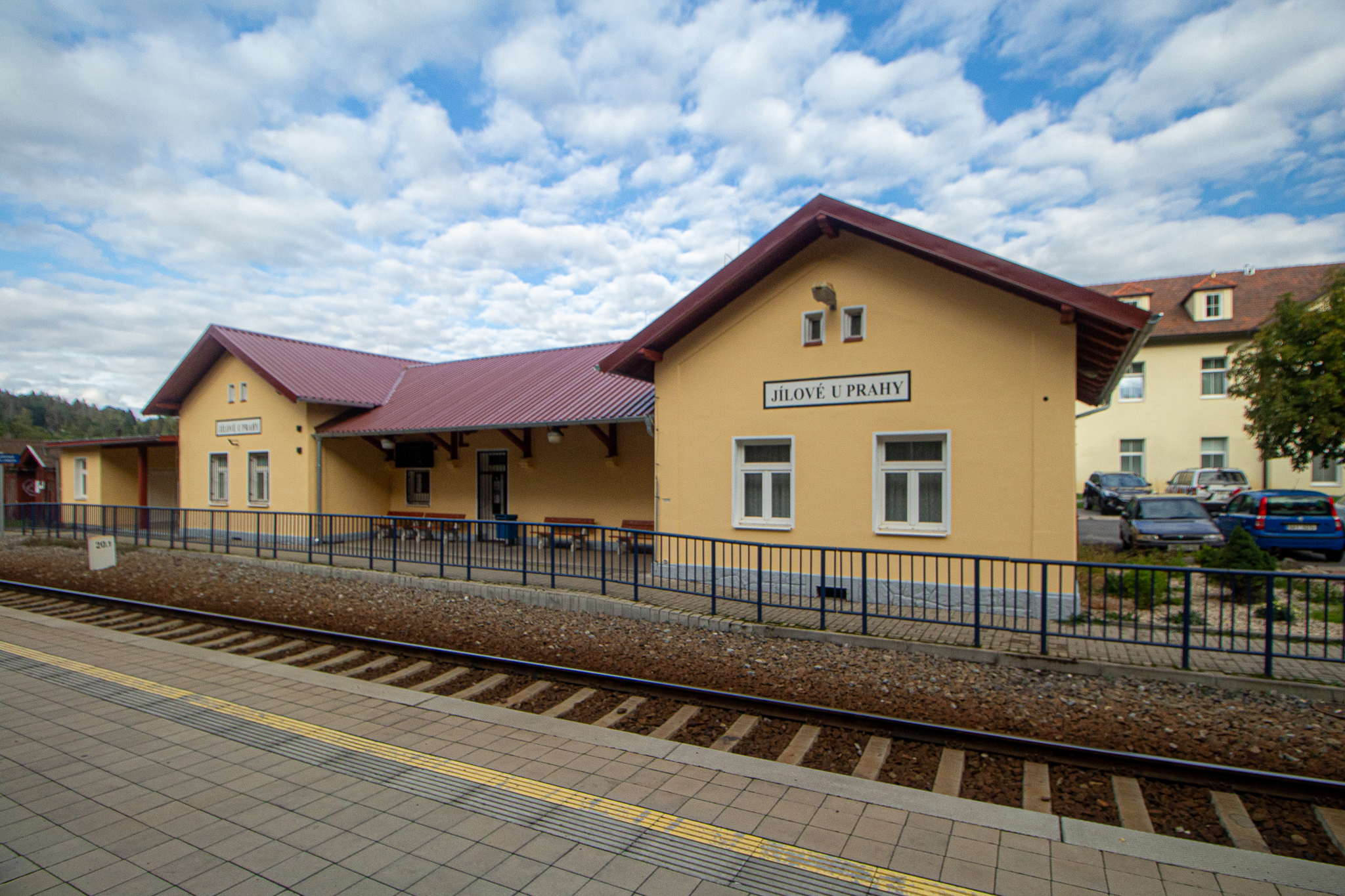
Jílové u Prahy
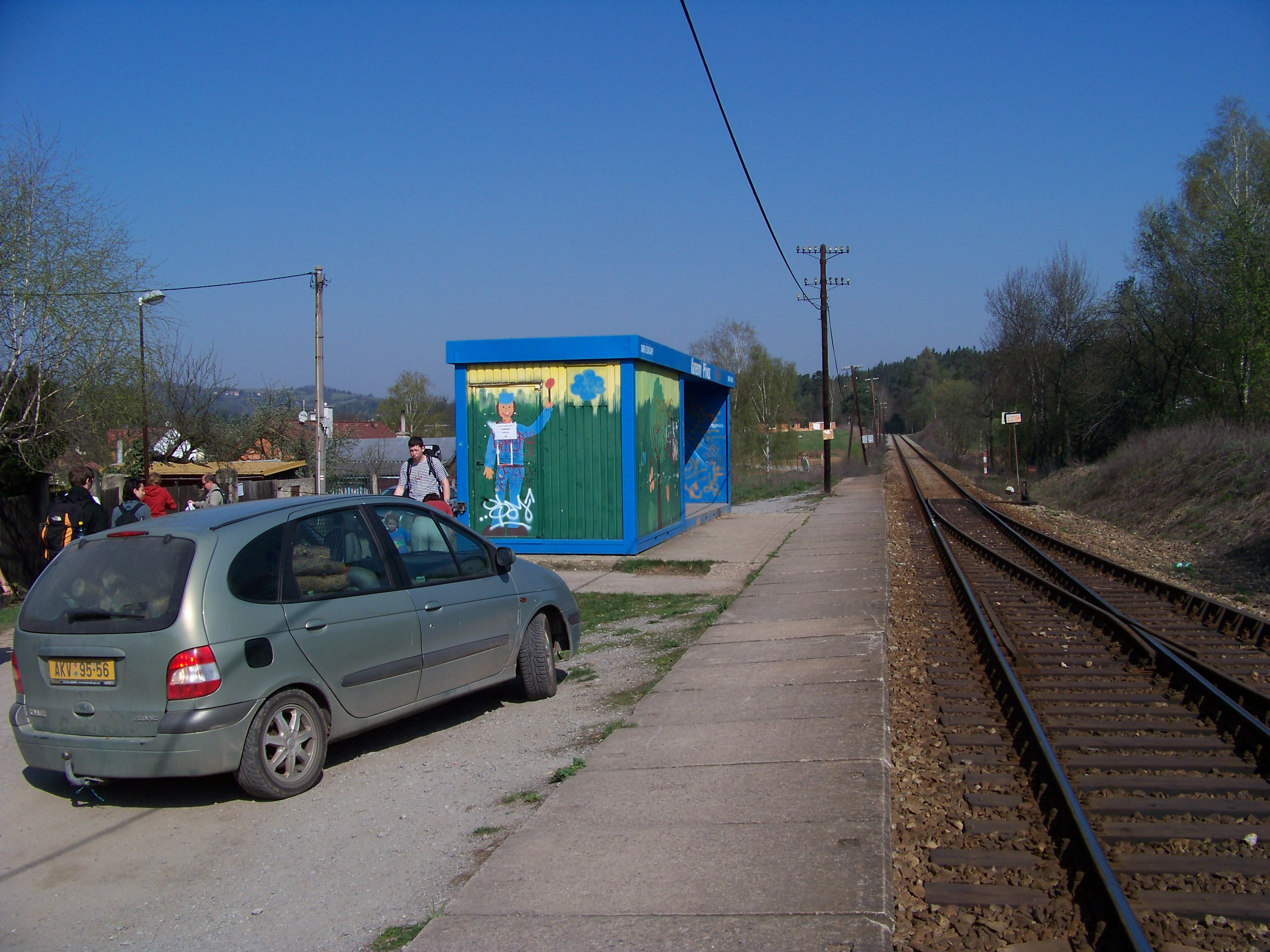
Kamenný Přívoz
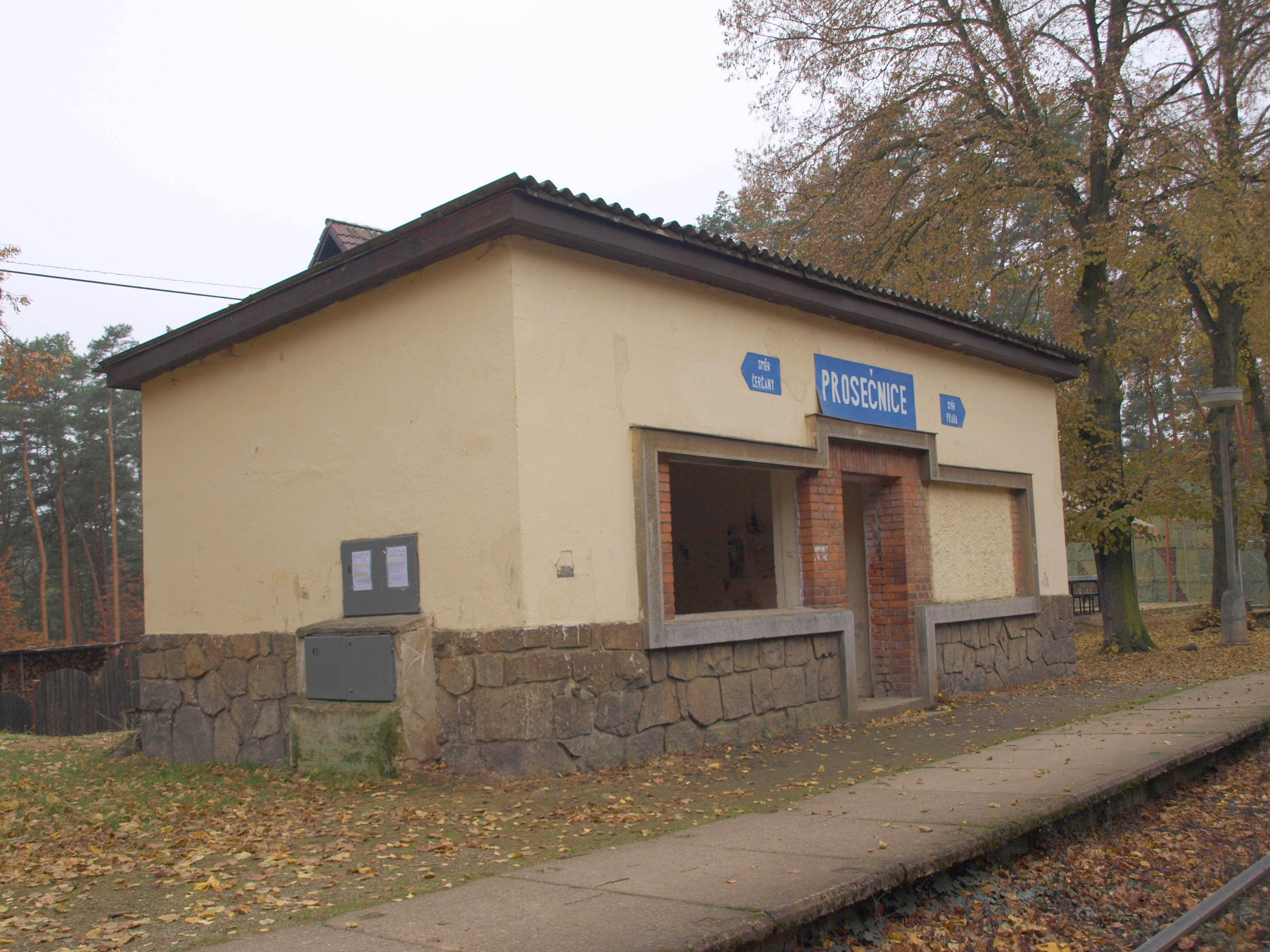
Prosečnice
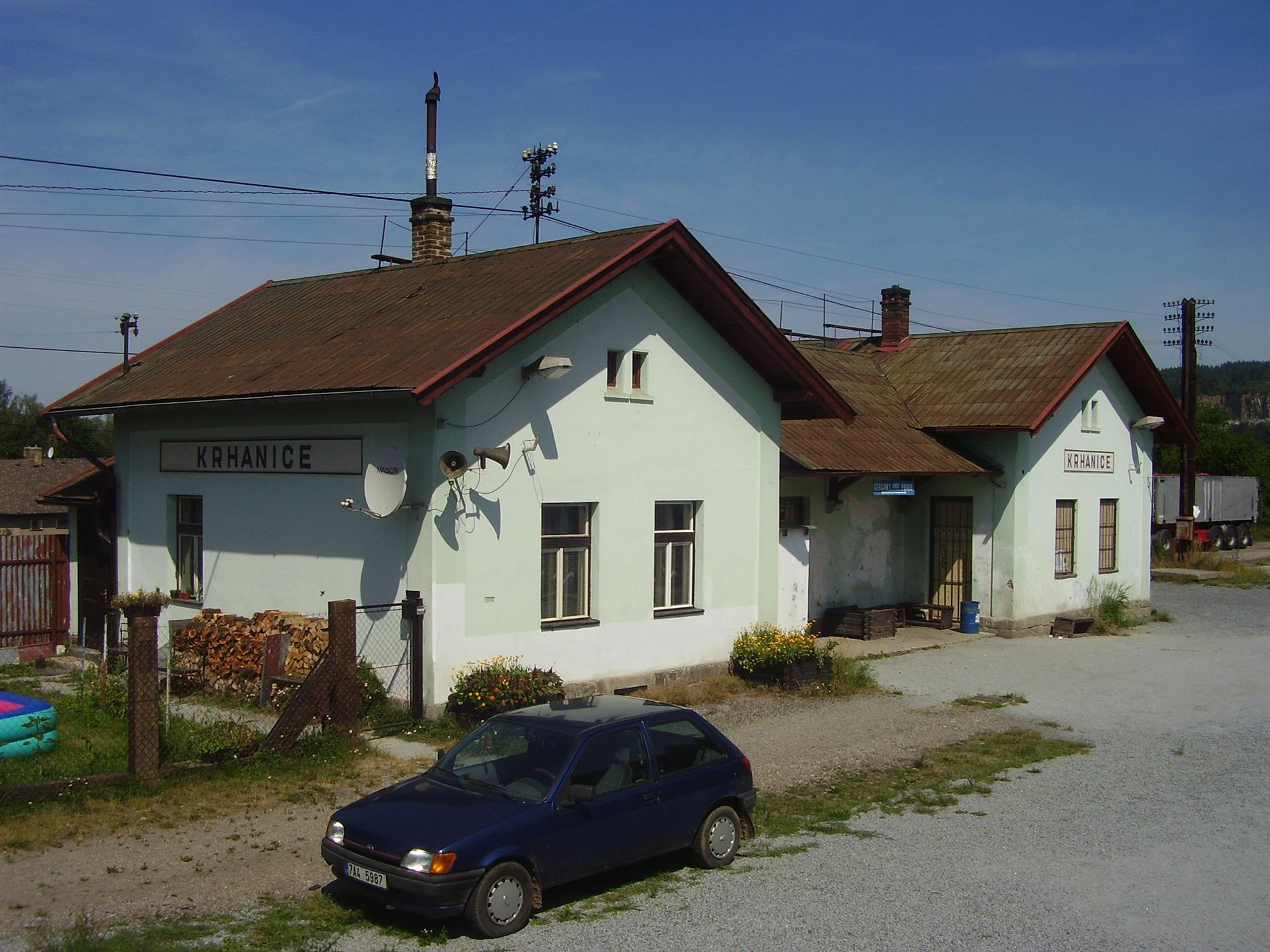
Krhanice
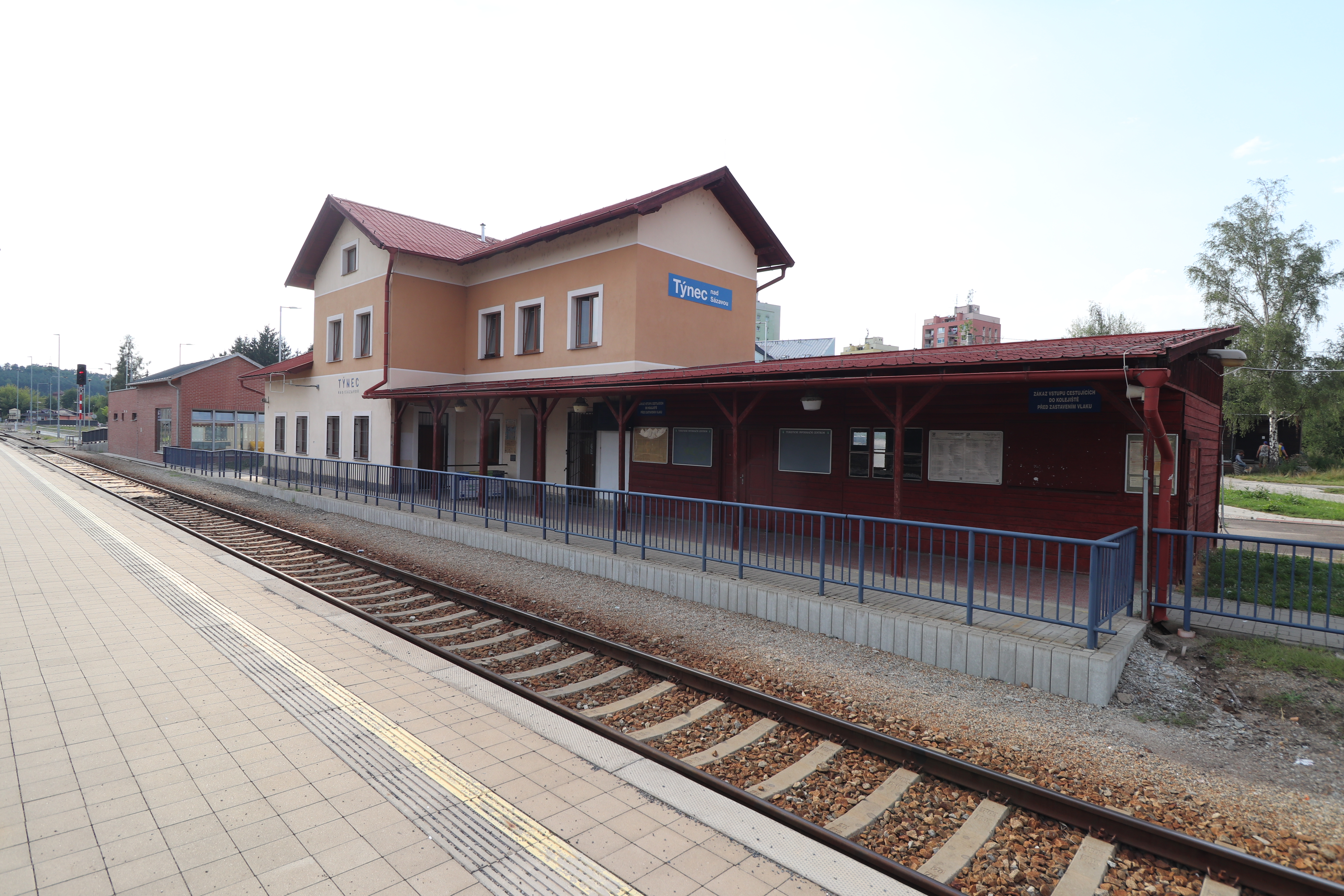
Týnec nad Sázavou
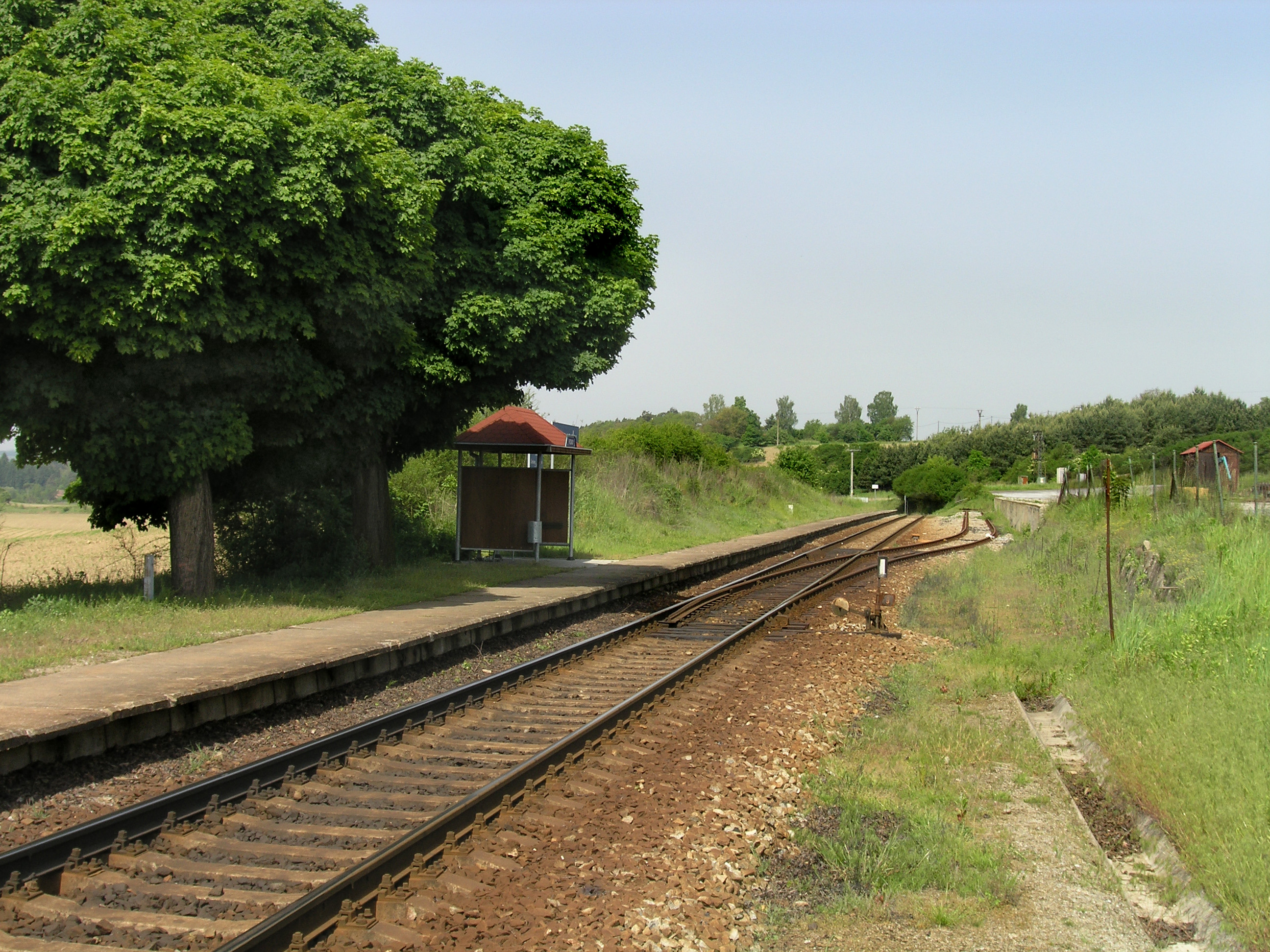
Pecerady
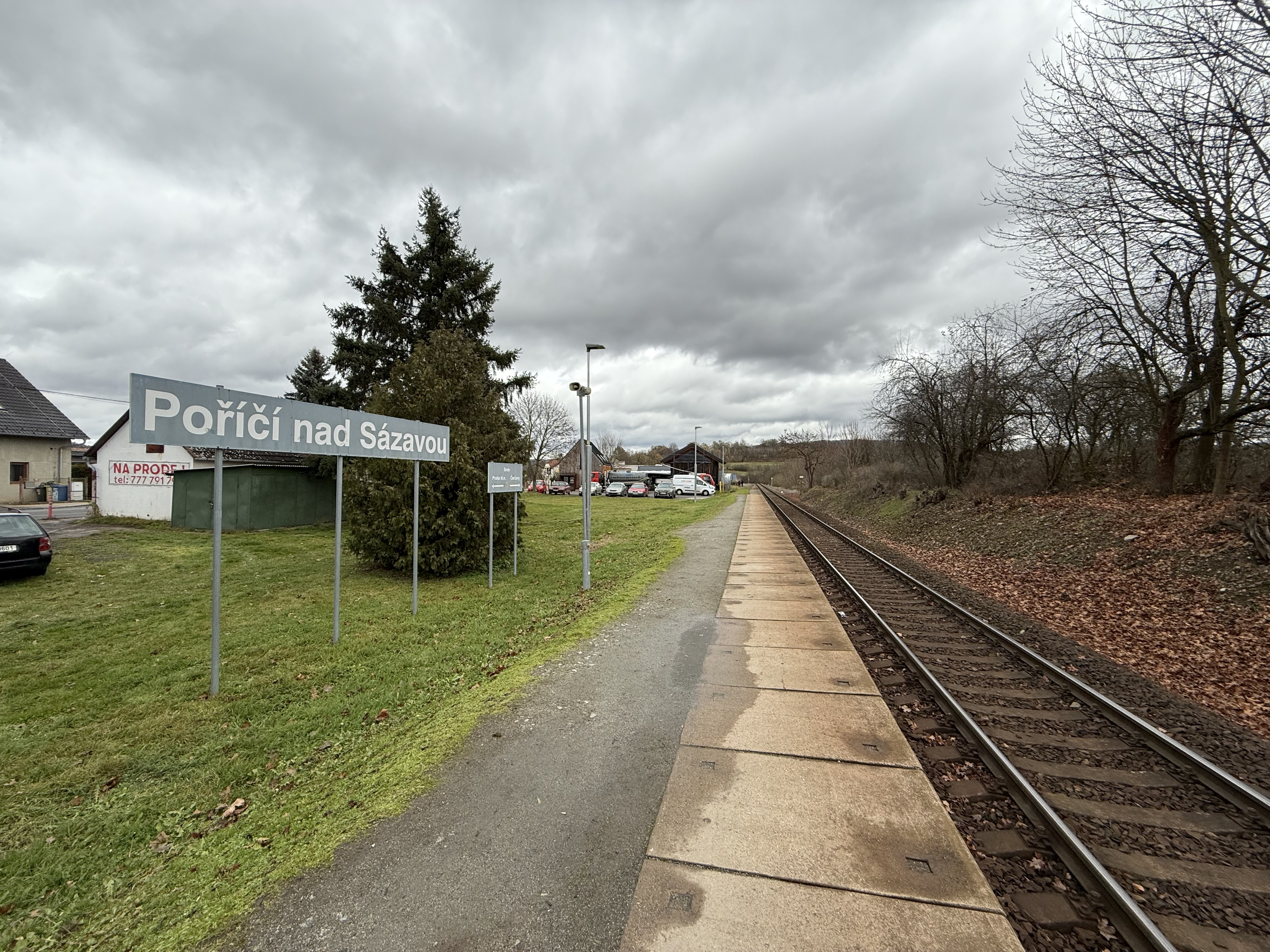
Poříčí nad Sázavou
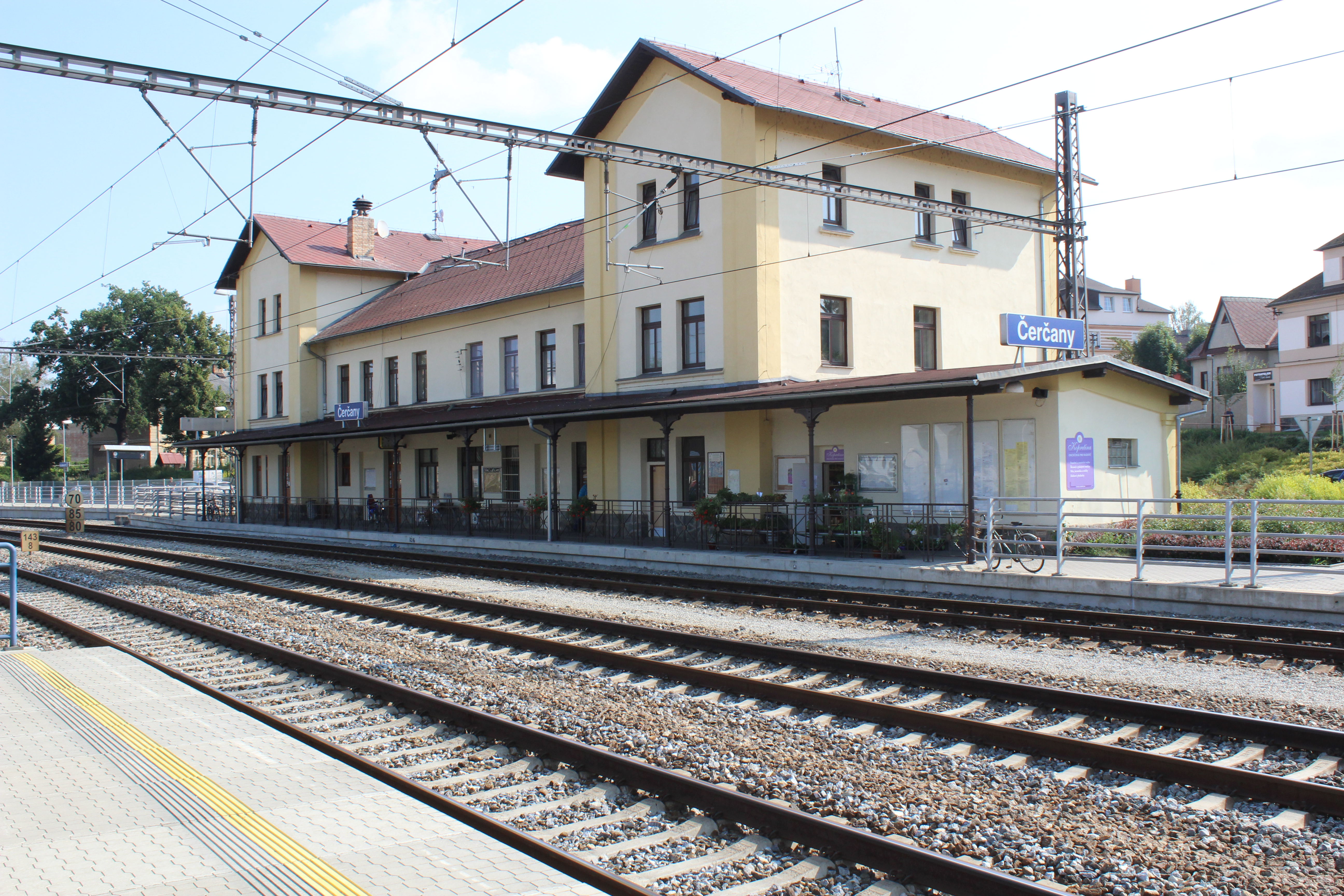
Čerčany

### Větev do Dobříše

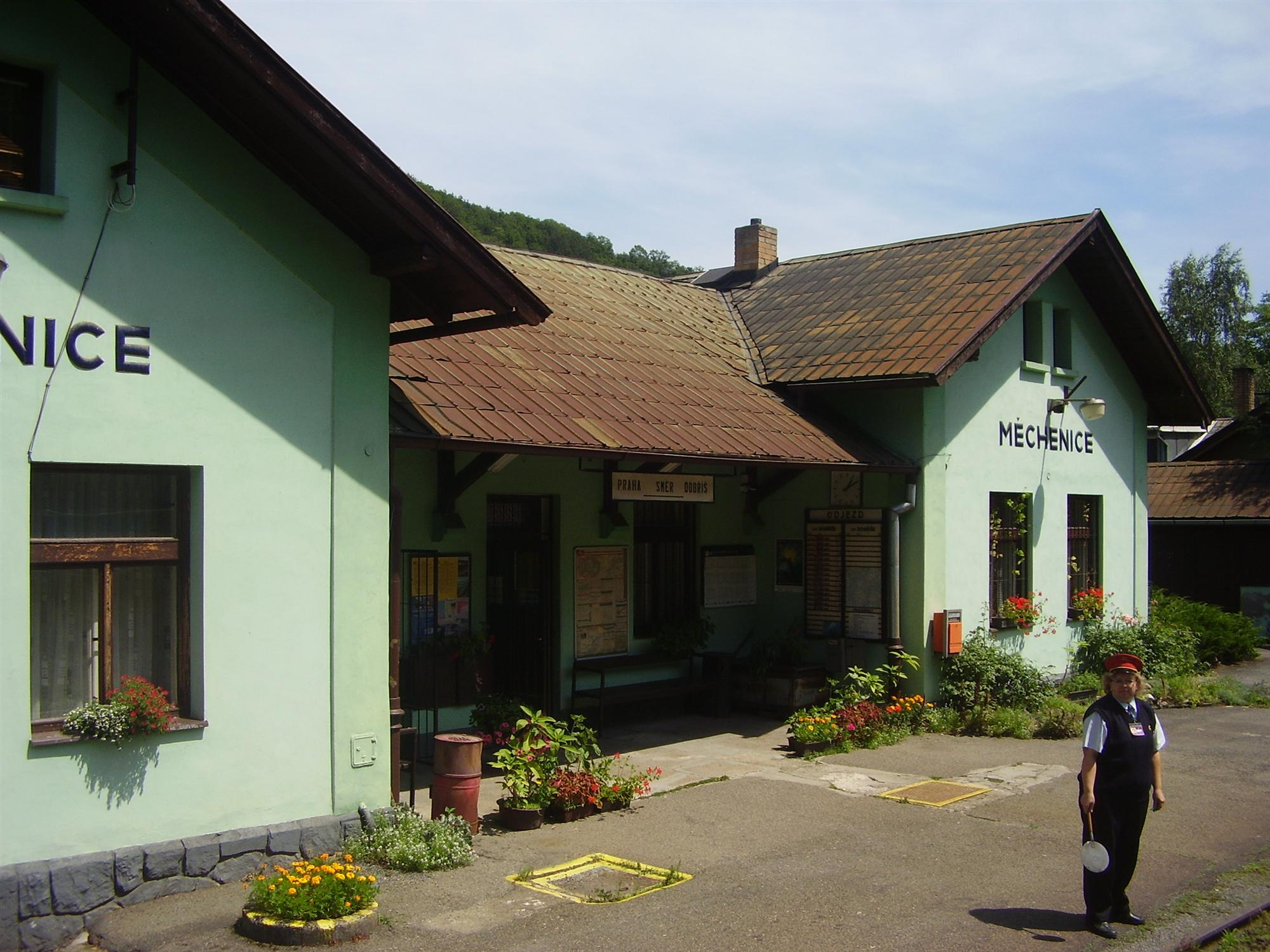
Měchenice
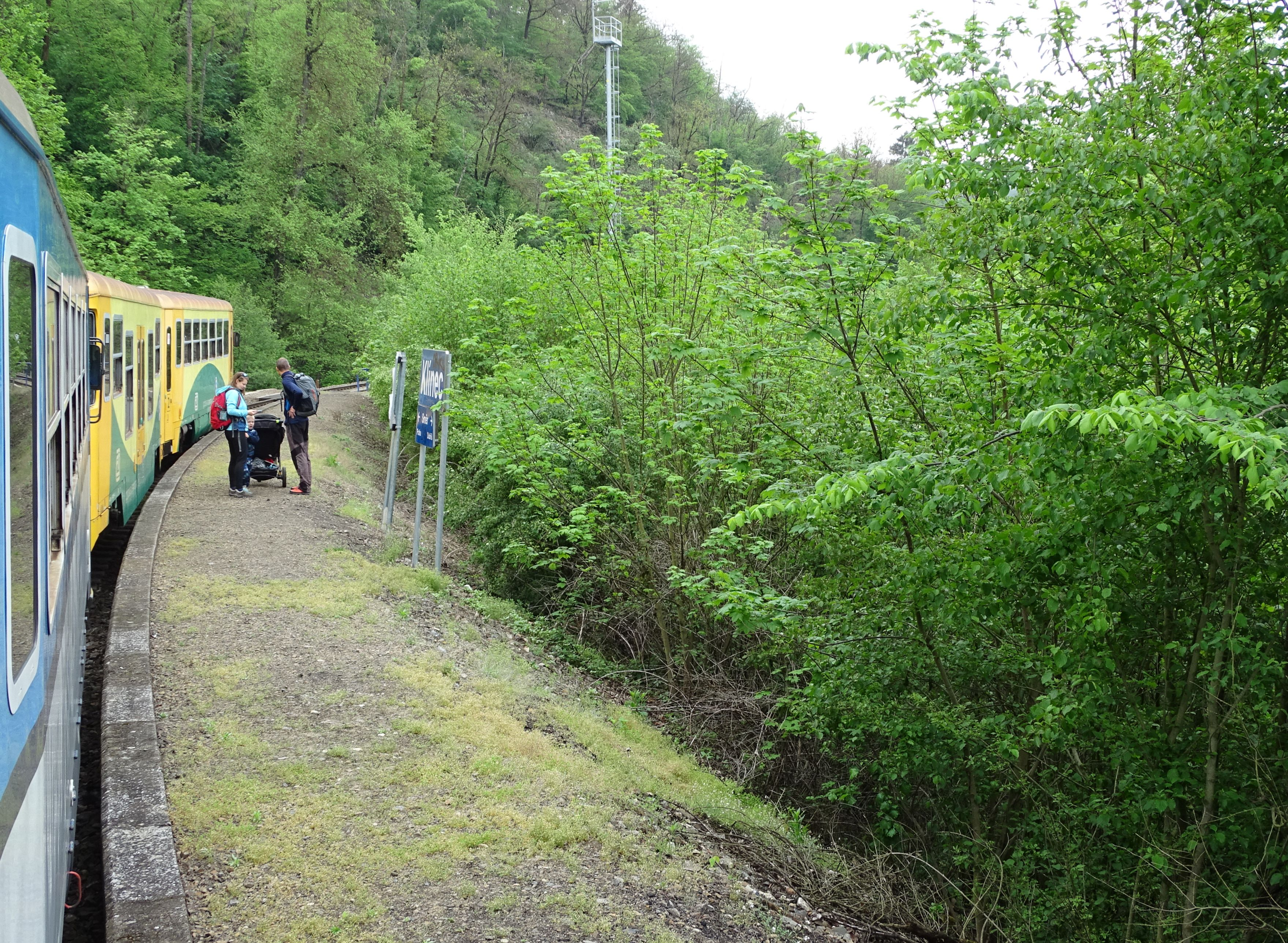
Klínec
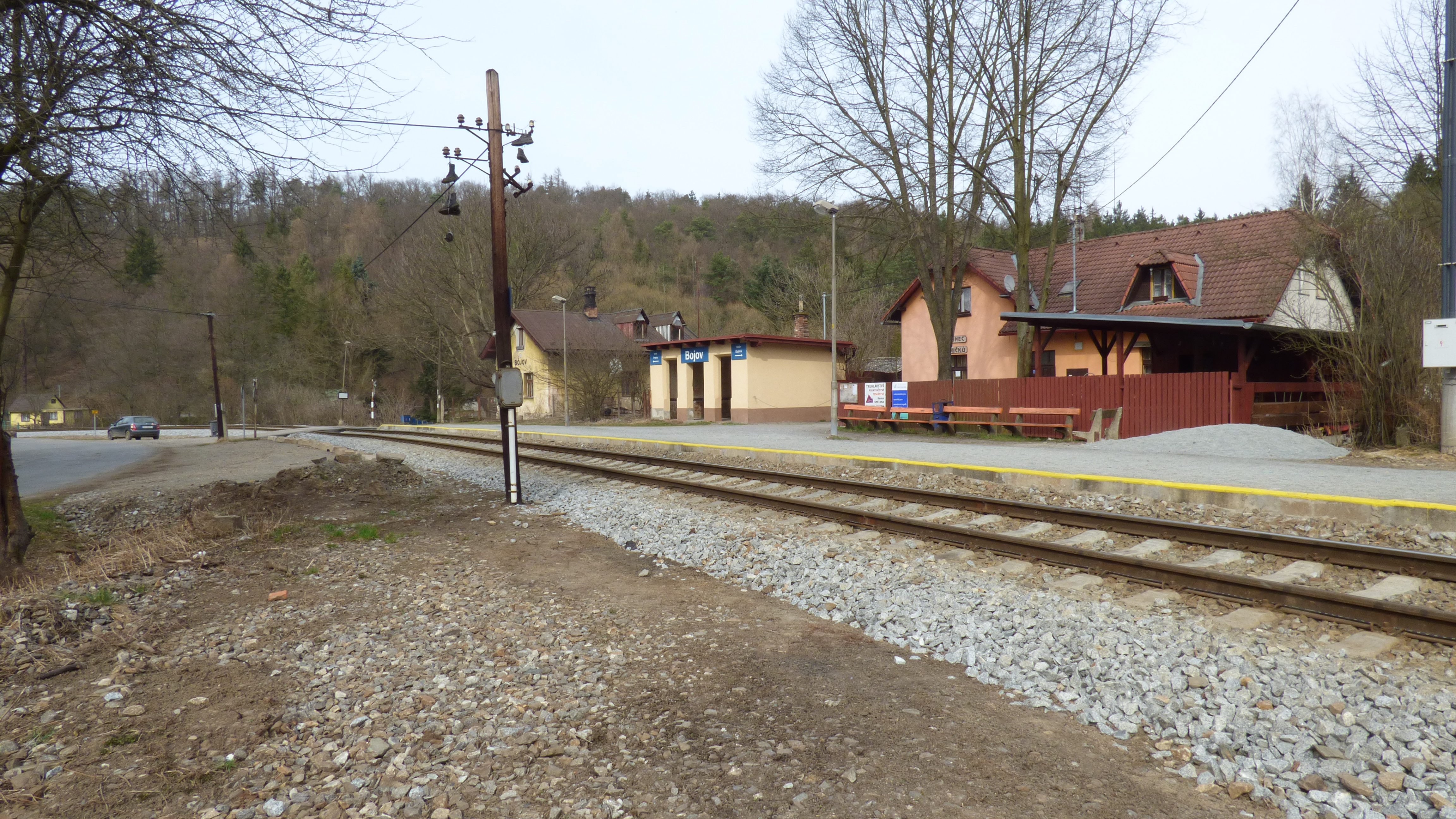
Bojov
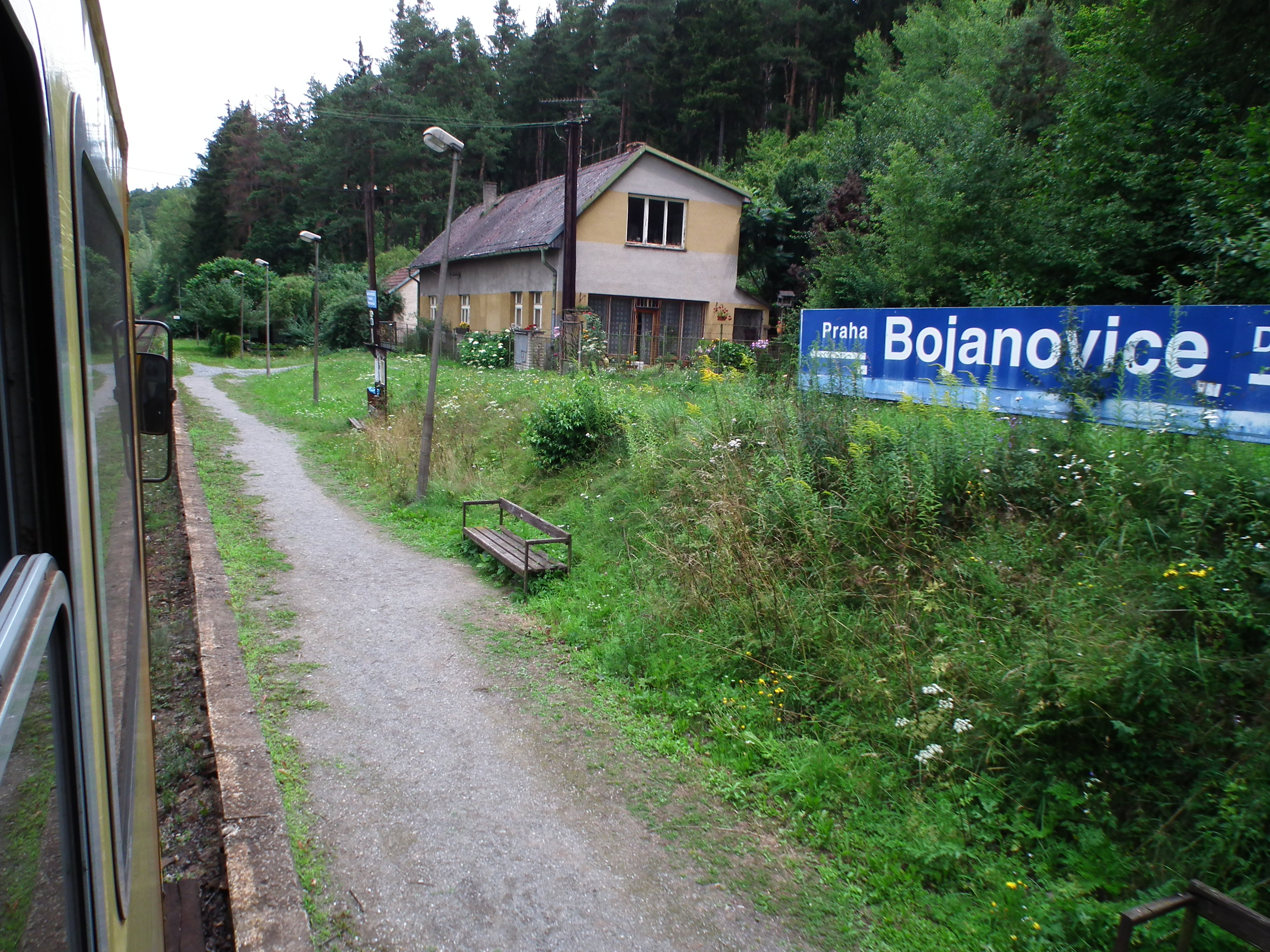
Bojanovice
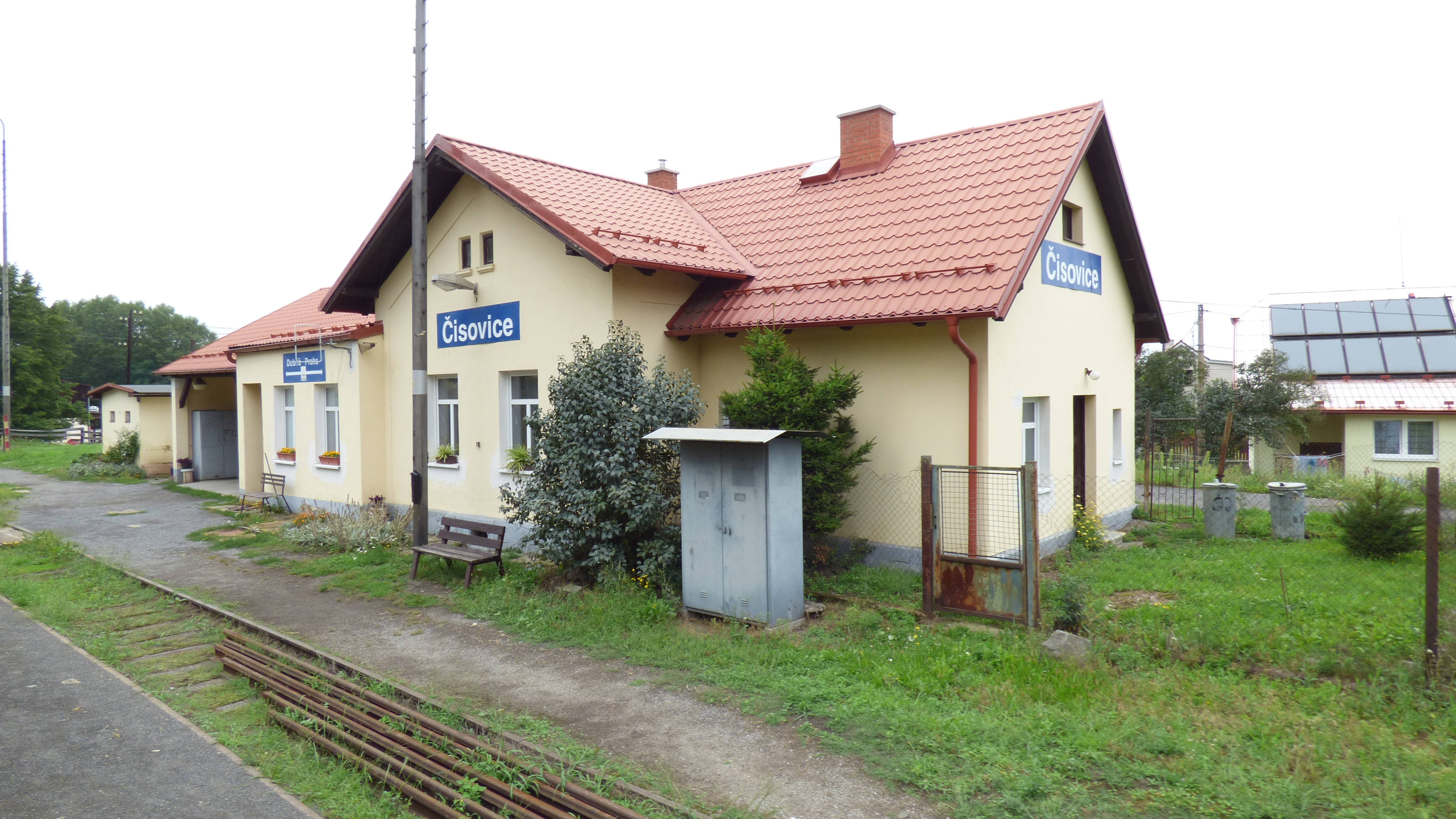
Čisovice
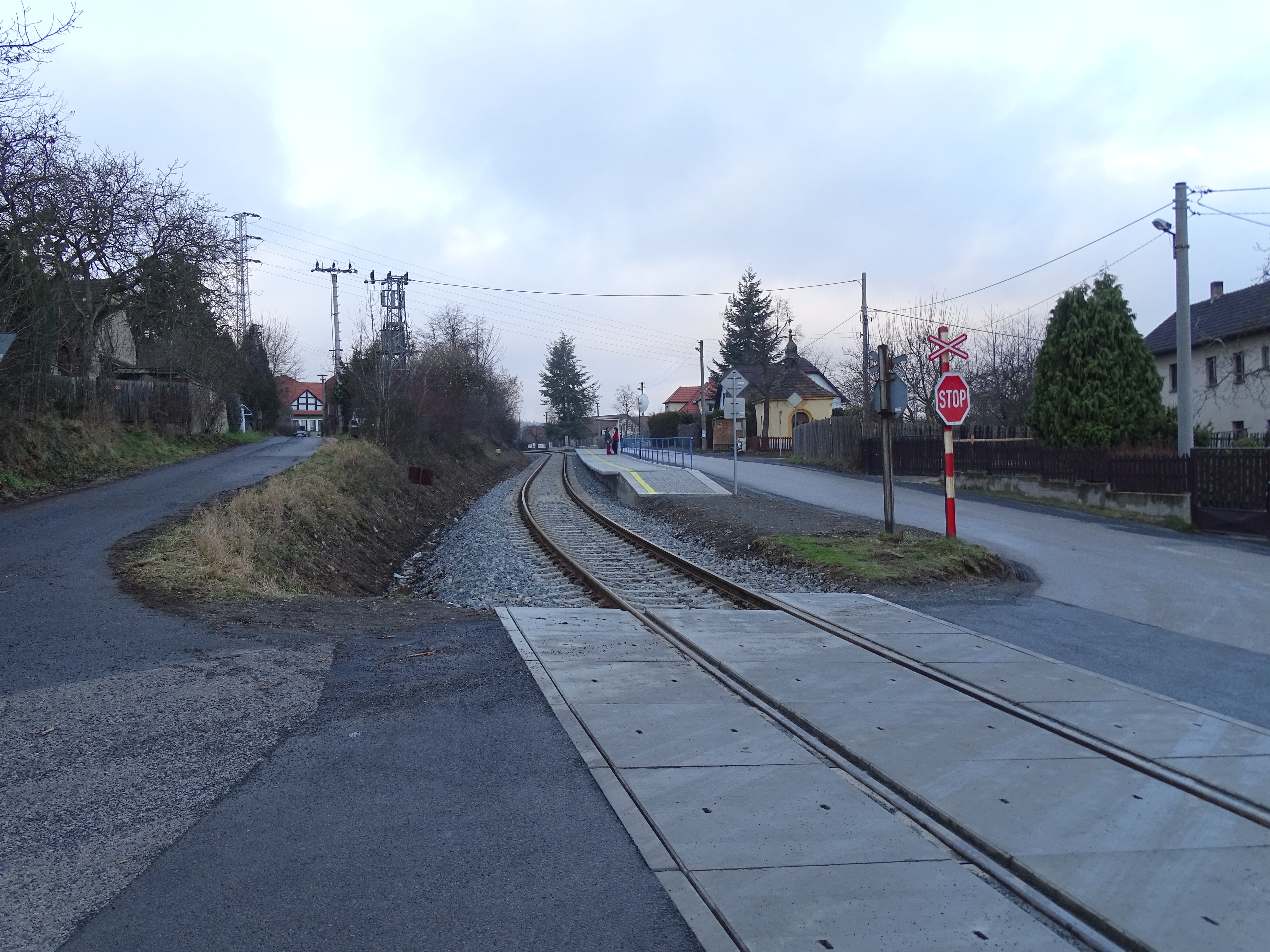
Rymaně
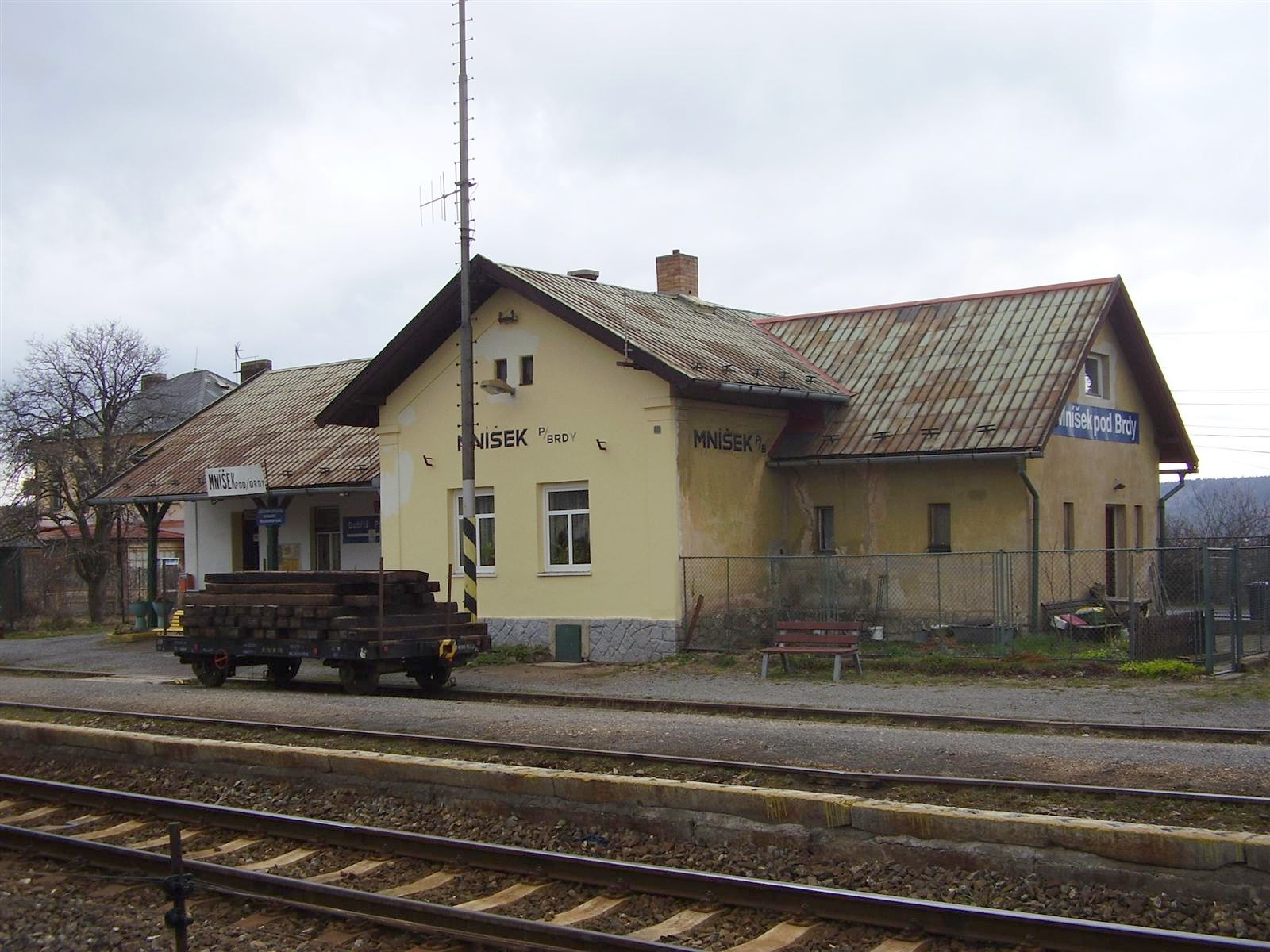
Mníšek pod Brdy
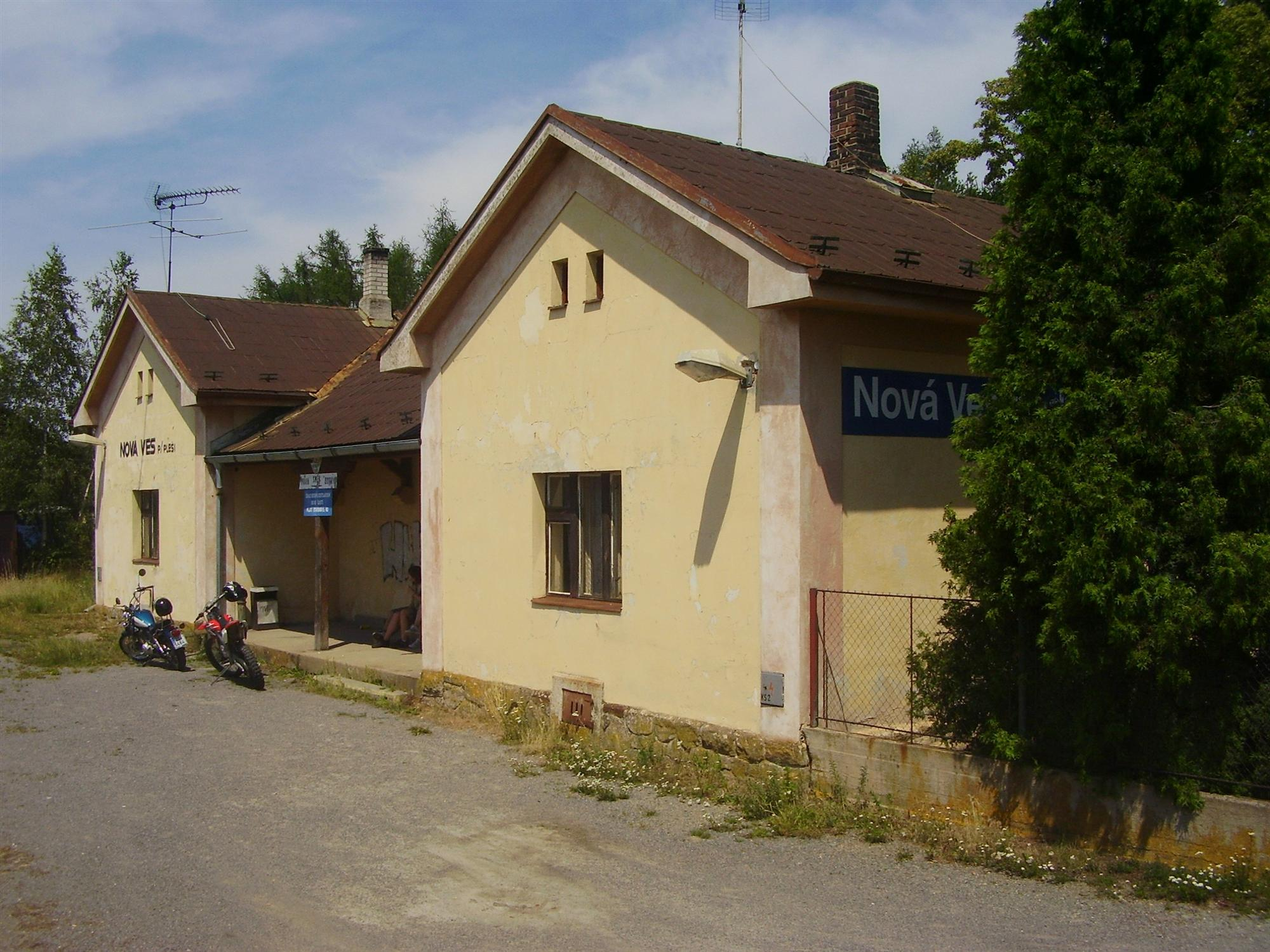
Nová Ves pod Pleší
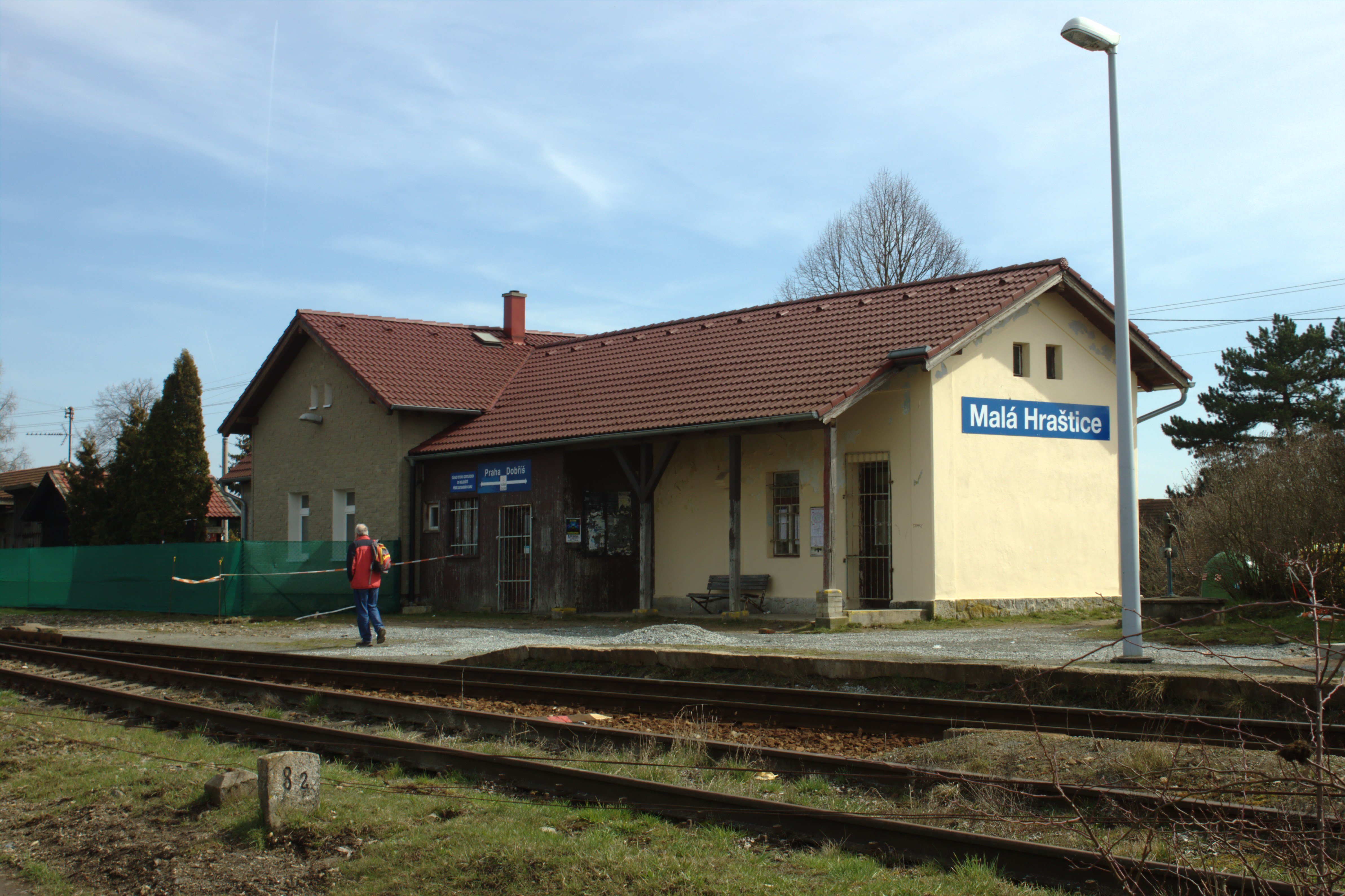
Malá Hraštice
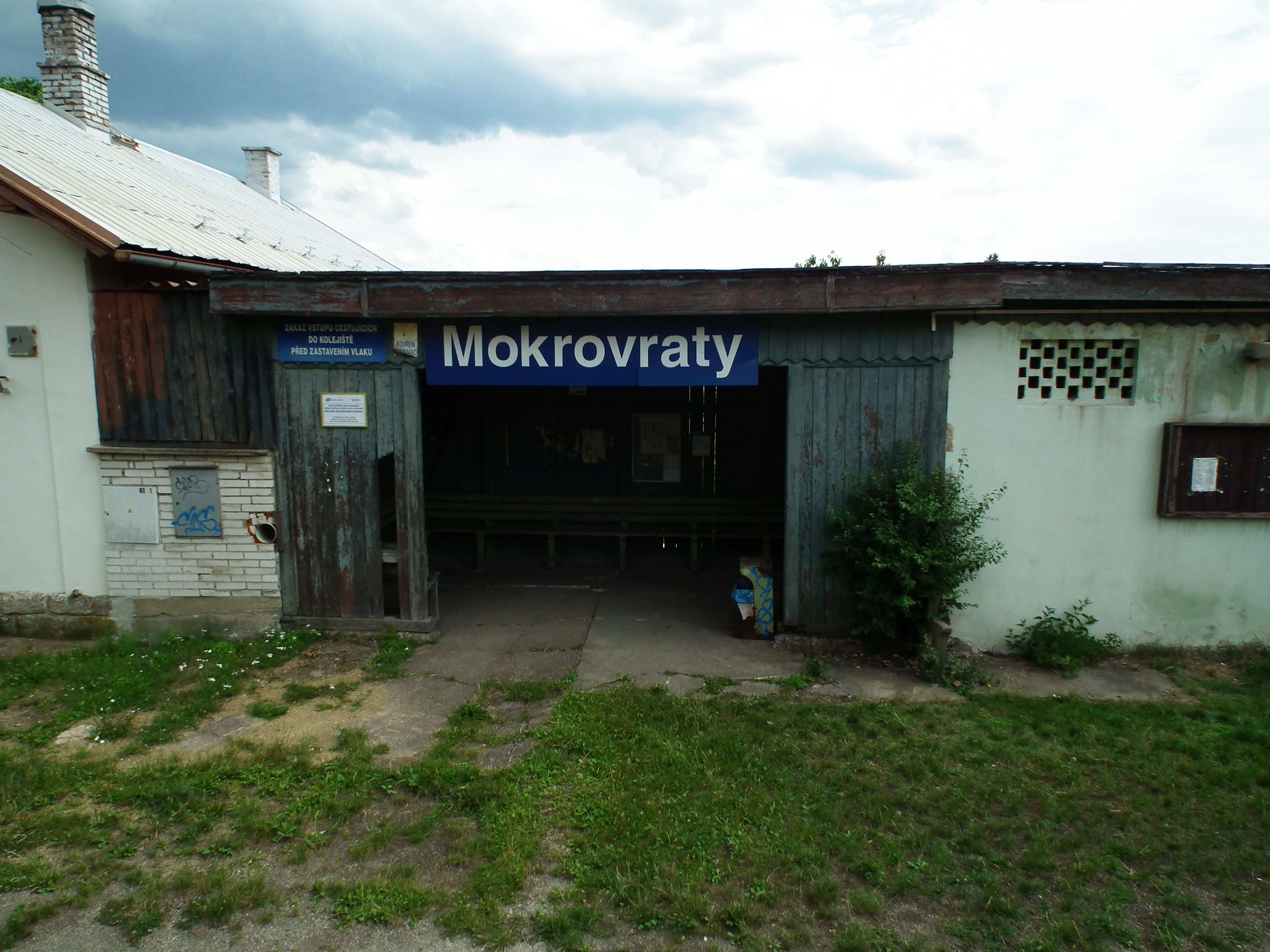
Mokrovraty
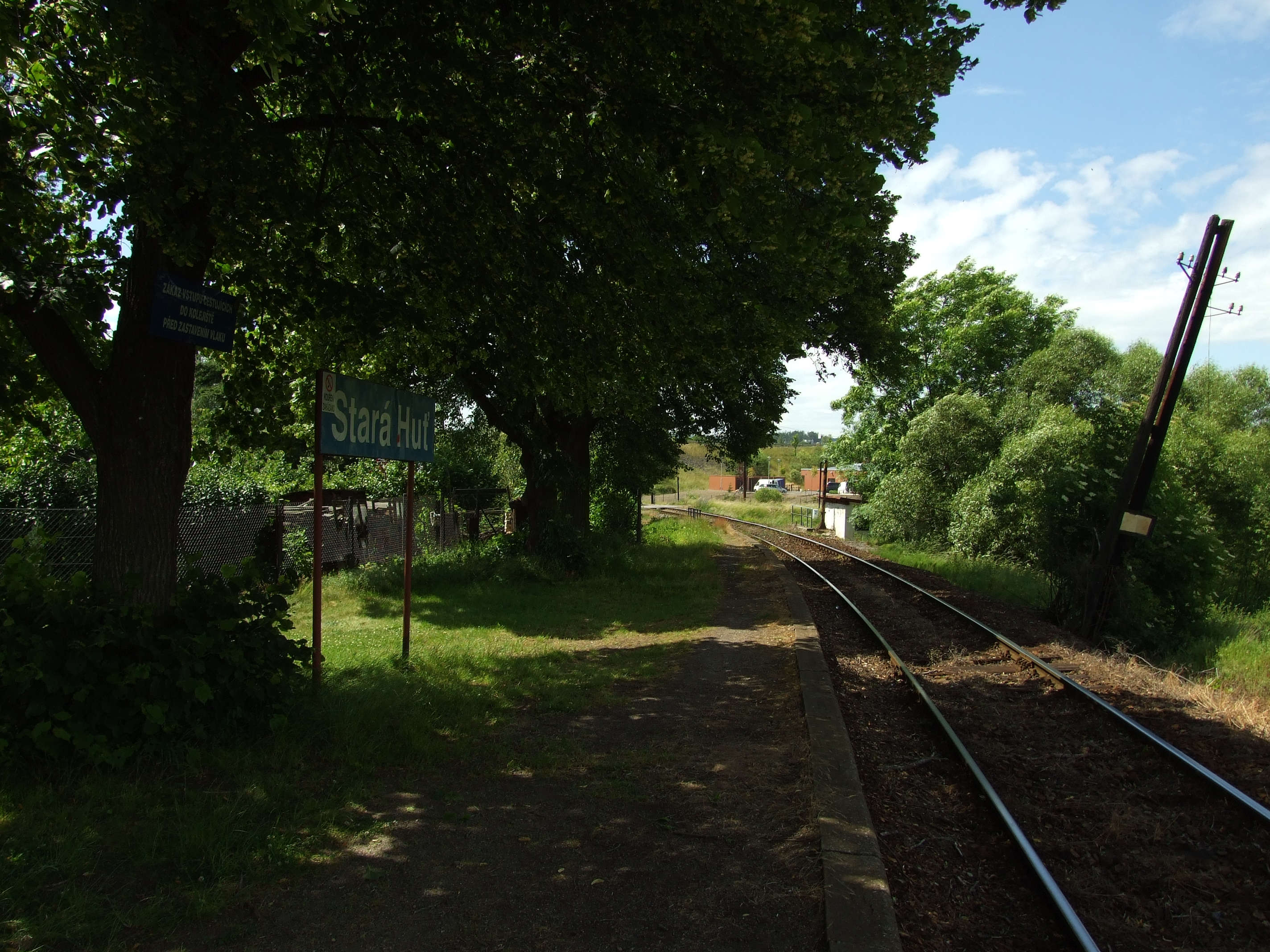
Stará Huť
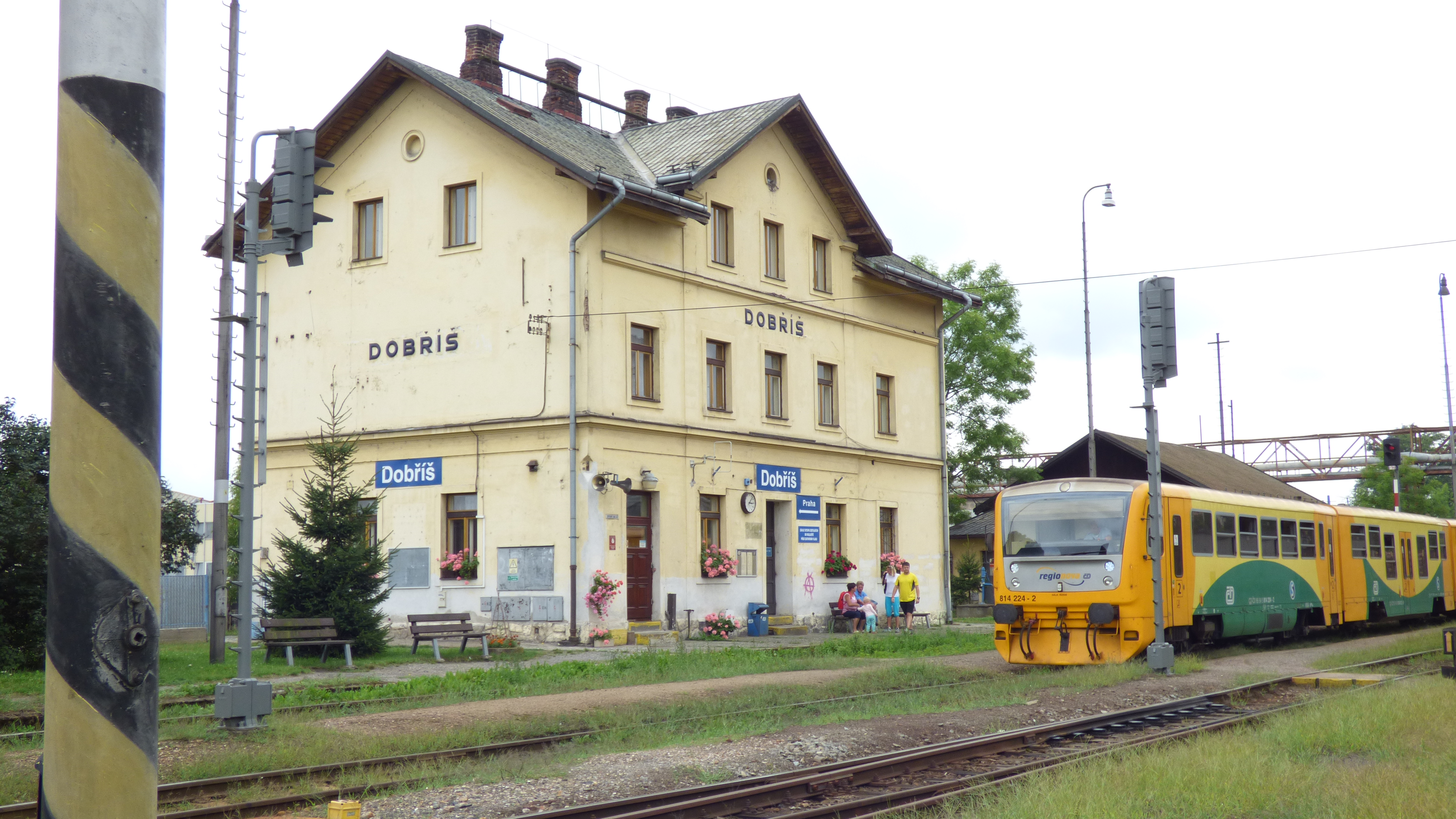
Dobříš